# Список медалістів з плавання на чемпіонатах світу з водних видів спорту
У цій статті представлено список чоловіків, що здобули медалі з плавання на чемпіонатах світу з водних видів спорту в 1973 — 2022 роках.

## Медалісти
Жирними цифрами в дужках позначено рекордну кількість перемог у відповідних дисциплінах.

### 50 метрів вільним стилем
| Рік            | Золото                          | Срібло                             | Бронза                             |
| -------------- | ------------------------------- | ---------------------------------- | ---------------------------------- |
| Мадрид 1986    | Том Джеґер США                  | Дано Гальзаль Швейцарія            | Метт Бйонді США                    |
| Перт 1991      | Том Джеґер США                  | Метт Бйонді США                    | Геннадій Пригода СРСР              |
| Рим 1994       | Олександр Попов Росія           | Ґері Голл-молодший США             | Раймундас Мажуоліс Литва           |
| Перт 1998      | Білл Пілчук США                 | Олександр Попов Росія              | Рікардо Бускетс Пуерто-Рико        |
| Перт 1998      | Білл Пілчук США                 | Олександр Попов Росія              | Майкл Клім Австралія               |
| Фукуока 2001   | Ентоні Ервін США                | Пітер ван ден Гогенбанд Нідерланди | Роланд Шуман ПАР                   |
| Фукуока 2001   | Ентоні Ервін США                | Пітер ван ден Гогенбанд Нідерланди | Яманої Томохіро Японія             |
| Барселона 2003 | Олександр Попов Росія           | Марк Фостер Велика Британія        | Пітер ван ден Гогенбанд Нідерланди |
| Монреаль 2005  | Роланд Шуман ПАР                | Дуже Драганья Хорватія             | Бартош Кізеровський Польща         |
| Мельбурн 2007  | Бенджамін Вайлдмен США          | Каллен Джонс США                   | Стефан Нюстранд Швеція             |
| Рим 2009       | Сезар Сьєло Фільйо Бразилія     | Фредерік Буске Франція             | Аморі Лево Франція                 |
| Шанхай 2011    | Сезар Сьєло Фільйо Бразилія     | Лука Дотто Італія                  | Ален Бернар Франція                |
| Барселона 2013 | Сезар Сьєло Фільйо (3) Бразилія | Володимир Морозов Росія            | Джордж Бовелл Тринідад і Тобаго    |
| Казань 2015    | Флоран Маноду Франція           | Натан Едрієн США                   | Бруно Фратус Бразилія              |
| Будапешт 2017  | Кайлеб Дрессел США              | Бруно Фратус Бразилія              | Бенджамін Прауд Велика Британія    |
| Кванджу 2019   | Кайлеб Дрессел США              | Бруно Фратус Бразилія              | не вручали                         |
| Кванджу 2019   | Кайлеб Дрессел США              | Крістіан Голомєєв Греція           | не вручали                         |
| Будапешт 2022  | Бенджамін Прауд Велика Британія | Майкл Ендрю США                    | Максім Груссе Франція              |

- Медалі:

| Місце   | Країна            | Золото | Срібло | Бронза | Загалом |
| ------- | ----------------- | ------ | ------ | ------ | ------- |
| 1       | США               | 7      | 5      | 1      | 13      |
| 2       | Бразилія          | 3      | 2      | 1      | 6       |
| 3       | Росія             | 2      | 2      | 0      | 4       |
| 4       | Франція           | 1      | 1      | 3      | 5       |
| 5       | Велика Британія   | 1      | 1      | 1      | 3       |
| 6       | ПАР               | 1      | 0      | 1      | 2       |
| 7       | Нідерланди        | 0      | 1      | 1      | 2       |
| 8       | Хорватія          | 0      | 1      | 0      | 1       |
| 8       | Греція            | 0      | 1      | 0      | 1       |
| 8       | Італія            | 0      | 1      | 0      | 1       |
| 8       | Швейцарія         | 0      | 1      | 0      | 1       |
| 12      | Австралія         | 0      | 0      | 1      | 1       |
| 12      | Японія            | 0      | 0      | 1      | 1       |
| 12      | Литва             | 0      | 0      | 1      | 1       |
| 12      | Польща            | 0      | 0      | 1      | 1       |
| 12      | Пуерто-Рико       | 0      | 0      | 1      | 1       |
| 12      | СРСР              | 0      | 0      | 1      | 1       |
| 12      | Швеція            | 0      | 0      | 1      | 1       |
| 12      | Тринідад і Тобаго | 0      | 0      | 1      | 1       |
| Загалом | Загалом           | 15     | 16     | 16     | 47      |

### 100 метрів вільним стилем
| Рік            | Золото                      | Срібло                             | Бронза                    |
| -------------- | --------------------------- | ---------------------------------- | ------------------------- |
| Белград 1973   | Джим Монтґомері США         | Michel Rousseau Франція            | Майкл Венден Австралія    |
| Калі 1975      | Енді Коан США               | Володимир Буре СРСР                | Джим Монтґомері США       |
| Берлін 1978    | Девід Маккеґґ США           | Джим Монтґомері США                | Клаус Штайнбах ФРН        |
| Гуаякіль 1982  | Єрґ Войте НДР               | Роуді Ґейнс США                    | Пер Юганссон Швеція       |
| Мадрид 1986    | Метт Бйонді США             | Стефан Карон Франція               | Том Джеґер США            |
| Перт 1991      | Метт Бйонді США             | Томмі Вернер Швеція                | Джорджо Ламберті Італія   |
| Рим 1994       | Олександр Попов Росія       | Ґері Голл-молодший США             | Густаво Боржес Бразилія   |
| Перт 1998      | Олександр Попов Росія       | Майкл Клім Австралія               | Ларс Фреландер Швеція     |
| Фукуока 2001   | Ентоні Ервін США            | Пітер ван ден Гогенбанд Нідерланди | Ларс Фреландер Швеція     |
| Барселона 2003 | Олександр Попов (3) Росія   | Пітер ван ден Гогенбанд Нідерланди | Ян Торп Австралія         |
| Монреаль 2005  | Філіппо Маньїні Італія      | Роланд Шуман ПАР                   | Рейк Нетлінг ПАР          |
| Мельбурн 2007  | Брент Гейден Канада         | не вручали                         | Імон Саллівен Австралія   |
| Мельбурн 2007  | Філіппо Маньїні Італія      | не вручали                         | Імон Саллівен Австралія   |
| Рим 2009       | Сезар Сьєло Фільйо Бразилія | Ален Бернар Франція                | Фредерік Буске Франція    |
| Шанхай 2011    | Джеймс Магнуссен Австралія  | Брент Гейден Канада                | Вільям Мейнар Франція     |
| Барселона 2013 | Джеймс Магнуссен Австралія  | Джиммі Фейген США                  | Натан Едрієн США          |
| Казань 2015    | Нін Цзетао КНР              | Кемерон Макевой Австралія          | Федеріко Грабіч Аргентина |
| Будапешт 2017  | Кайлеб Дрессел США          | Натан Едрієн США                   | Мехді Метелла Франція     |
| Кванджу 2019   | Кайлеб Дрессел США          | Кайл Чалмерс Австралія             | Владислав Гриньов Росія   |
| Будапешт 2022  | Давід Попович Румунія       | Максім Груссе Франція              | Джошуа Льєндо Канада      |

- Медалі:

| Місце   | Країна     | Золото | Срібло | Бронза | Загалом |
| ------- | ---------- | ------ | ------ | ------ | ------- |
| 1       | США        | 8      | 5      | 3      | 16      |
| 2       | Росія      | 3      | 0      | 1      | 4       |
| 3       | Австралія  | 2      | 3      | 3      | 8       |
| 4       | Італія     | 2      | 0      | 1      | 3       |
| 5       | Канада     | 1      | 1      | 1      | 3       |
| 6       | Бразилія   | 1      | 0      | 1      | 2       |
| 7       | КНР        | 1      | 0      | 0      | 1       |
| 7       | НДР        | 1      | 0      | 0      | 1       |
| 7       | Румунія    | 1      | 0      | 0      | 1       |
| 10      | Франція    | 0      | 4      | 3      | 7       |
| 11      | Нідерланди | 0      | 2      | 0      | 2       |
| 12      | Швеція     | 0      | 1      | 3      | 4       |
| 13      | ПАР        | 0      | 1      | 1      | 2       |
| 14      | СРСР       | 0      | 1      | 0      | 1       |
| 15      | Аргентина  | 0      | 0      | 1      | 1       |
| 15      | ФРН        | 0      | 0      | 1      | 1       |
| Загалом | Загалом    | 20     | 18     | 19     | 57      |

### 200 метрів вільним стилем
| Рік            | Золото                     | Срібло                             | Бронза                             |
| -------------- | -------------------------- | ---------------------------------- | ---------------------------------- |
| Белград 1973   | Джим Монтґомері США        | Курт Крампголз США                 | Роґер Піттель НДР                  |
| Калі 1975      | Тімоті Шоу США             | Брюс Фернісс США                   | Браян Брінклі Велика Британія      |
| Берлін 1978    | Білл Форрестер США         | Роуді Ґейнс США                    | Сергій Копляков СРСР               |
| Гуаякіль 1982  | Міхаель Ґрос ФРН           | Роуді Ґейнс США                    | Єрґ Войте НДР                      |
| Мадрид 1986    | Міхаель Ґрос (2) ФРН       | Свен Лодзієвскі НДР                | Метт Бйонді США                    |
| Перт 1991      | Джорджо Ламберті Італія    | Штеффен Цеснер Німеччина           | Артур Войдат Польща                |
| Рим 1994       | Антті Касвіо Фінляндія     | Андерс Гольмертц Швеція            | Деньйон Лоудер Нова Зеландія       |
| Перт 1998      | Майкл Клім Австралія       | Массіміліано Росоліно Італія       | Пітер ван ден Гогенбанд Нідерланди |
| Фукуока 2001   | Ян Торп Австралія          | Пітер ван ден Гогенбанд Нідерланди | Кліт Келлер США                    |
| Барселона 2003 | Ян Торп (2) Австралія      | Пітер ван ден Гогенбанд Нідерланди | Ґрант Гаккетт Австралія            |
| Монреаль 2005  | Майкл Фелпс США            | Ґрант Гаккетт Австралія            | Рейк Нетлінг ПАР                   |
| Мельбурн 2007  | Майкл Фелпс (2) США        | Пітер ван ден Гогенбанд Нідерланди | Пак Тхе Хван Південна Корея        |
| Рим 2009       | Пауль Бідерманн Німеччина  | Майкл Фелпс США                    | Данило Ізотов Росія                |
| Шанхай 2011    | Раян Лохте США             | Майкл Фелпс США                    | Пауль Бідерманн Німеччина          |
| Барселона 2013 | Яннік Аньєль Франція       | Конор Дваєр США                    | Данило Ізотов Росія                |
| Казань 2015    | Джеймс Ґай Велика Британія | Сунь Ян КНР                        | Пауль Бідерманн Німеччина          |
| Будапешт 2017  | Сунь Ян КНР                | Тавнлі Гаас США                    | Олександр Красних Росія            |
| Кванджу 2019   | Сунь Ян (2) КНР            | Мацумото Кацухіро Японія           | Мартин Малютін Росія               |
| Кванджу 2019   | Сунь Ян (2) КНР            | Мацумото Кацухіро Японія           | Данкан Скотт Велика Британія       |
| Будапешт 2022  | Давід Попович Румунія      | Хван Сун Ву Південна Корея         | Том Дін Велика Британія            |

- Медалі:

| Місце   | Країна          | Золото | Срібло | Бронза | Загалом |
| ------- | --------------- | ------ | ------ | ------ | ------- |
| 1       | США             | 6      | 8      | 2      | 16      |
| 2       | Австралія       | 3      | 1      | 1      | 5       |
| 3       | КНР             | 2      | 1      | 0      | 3       |
| 4       | ФРН             | 2      | 0      | 0      | 2       |
| 5       | Німеччина       | 1      | 1      | 2      | 4       |
| 6       | Італія          | 1      | 1      | 0      | 2       |
| 7       | Велика Британія | 1      | 0      | 3      | 4       |
| 8       | Фінляндія       | 1      | 0      | 0      | 1       |
| 8       | Франція         | 1      | 0      | 0      | 1       |
| 8       | Румунія         | 1      | 0      | 0      | 1       |
| 11      | Нідерланди      | 0      | 3      | 1      | 4       |
| 12      | НДР             | 0      | 1      | 2      | 3       |
| 13      | Японія          | 0      | 1      | 0      | 1       |
| 13      | Південна Корея  | 0      | 1      | 0      | 1       |
| 13      | Швеція          | 0      | 1      | 0      | 1       |
| 16      | Росія           | 0      | 0      | 4      | 4       |
| 17      | Нова Зеландія   | 0      | 0      | 1      | 1       |
| 17      | Польща          | 0      | 0      | 1      | 1       |
| 17      | ПАР             | 0      | 0      | 1      | 1       |
| 17      | Південна Корея  | 0      | 0      | 1      | 1       |
| 17      | СРСР            | 0      | 0      | 1      | 1       |
| Загалом | Загалом         | 19     | 19     | 20     | 58      |

### 400 метрів вільним стилем
| Рік            | Золото                       | Срібло                     | Бронза                        |
| -------------- | ---------------------------- | -------------------------- | ----------------------------- |
| Белград 1973   | Рік Демонт США               | Бред Купер Австралія       | Бенґт Їнґше Швеція            |
| Калі 1975      | Тімоті Шоу США               | Брюс Фернісс США           | Франк Пфютце НДР              |
| Берлін 1978    | Володимир Сальников СРСР     | Джефф Флоут США            | Білл Форрестер США            |
| Гуаякіль 1982  | Володимир Сальников СРСР     | Святослав Семенов СРСР     | Свен Лодзієвскі НДР           |
| Мадрид 1986    | Райнер Генкель ФРН           | Уве Даслер НДР             | Ден Йорґенсен США             |
| Перт 1991      | Єрґ Гоффманн Німеччина       | Штефан Пфайффер Німеччина  | Артур Войдат Польща           |
| Рим 1994       | Кірен Перкінс Австралія      | Антті Касвіо Фінляндія     | Деньйон Лоудер Нова Зеландія  |
| Перт 1998      | Ян Торп Австралія            | Ґрант Гаккетт Австралія    | Пол Палмер Велика Британія    |
| Фукуока 2001   | Ян Торп Австралія            | Ґрант Гаккетт Австралія    | Еміліано Брембілья Італія     |
| Барселона 2003 | Ян Торп Австралія            | Ґрант Гаккетт Австралія    | Драгош Крістьян Коман Румунія |
| Монреаль 2005  | Ґрант Гаккетт Австралія      | Юрій Прилуков Росія        | Уссама Меллулі Туніс          |
| Мельбурн 2007  | Пак Тхе Хван Південна Корея  | Ґрант Гаккетт Австралія    | Юрій Прилуков Росія           |
| Рим 2009       | Пауль Бідерманн Німеччина    | Уссама Меллулі Туніс       | Чжан Лінь КНР                 |
| Шанхай 2011    | Пак Тхе Хван Південна Корея  | Сунь Ян КНР                | Пауль Бідерманн Німеччина     |
| Барселона 2013 | Сунь Ян КНР                  | Хаґіно Косуке Японія       | Коннор Джегер США             |
| Казань 2015    | Сунь Ян КНР                  | Джеймс Ґай Велика Британія | Раян Кокрейн Канада           |
| Будапешт 2017  | Сунь Ян КНР                  | Мак Гортон Австралія       | Габріеле Детті Італія         |
| Кванджу 2019   | Сунь Ян (4) КНР              | Мак Гортон Австралія       | Габріеле Детті Італія         |
| Будапешт 2022  | Елайджа Віннінґтон Австралія | Лукас Мертенс Німеччина    | Гільєрме Коста Бразилія       |

- Медалі:

| Місце   | Країна          | Золото | Срібло | Бронза | Загалом |
| ------- | --------------- | ------ | ------ | ------ | ------- |
| 1       | Австралія       | 6      | 7      | 0      | 13      |
| 2       | КНР             | 4      | 1      | 1      | 6       |
| 3       | США             | 2      | 2      | 3      | 7       |
| 4       | Німеччина       | 2      | 2      | 1      | 5       |
| 5       | СРСР            | 2      | 1      | 0      | 3       |
| 6       | Південна Корея  | 2      | 0      | 0      | 2       |
| 7       | ФРН             | 1      | 0      | 0      | 1       |
| 8       | НДР             | 0      | 1      | 2      | 3       |
| 9       | Велика Британія | 0      | 1      | 1      | 2       |
| 9       | Росія           | 0      | 1      | 1      | 2       |
| 9       | Туніс           | 0      | 1      | 1      | 2       |
| 12      | Фінляндія       | 0      | 1      | 0      | 1       |
| 12      | Японія          | 0      | 1      | 0      | 1       |
| 14      | Італія          | 0      | 0      | 3      | 3       |
| 15      | Бразилія        | 0      | 0      | 1      | 1       |
| 15      | Канада          | 0      | 0      | 1      | 1       |
| 15      | Нова Зеландія   | 0      | 0      | 1      | 1       |
| 15      | Польща          | 0      | 0      | 1      | 1       |
| 15      | Румунія         | 0      | 0      | 1      | 1       |
| 15      | Швеція          | 0      | 0      | 1      | 1       |
| Загалом | Загалом         | 19     | 19     | 19     | 57      |

### 800 метрів вільним стилем
| Рік            | Золото                       | Срібло                       | Бронза                        |
| -------------- | ---------------------------- | ---------------------------- | ----------------------------- |
| Фукуока 2001   | Ян Торп Австралія            | Ґрант Гаккетт Австралія      | Грем Сміт Велика Британія     |
| Барселона 2003 | Ґрант Гаккетт Австралія      | Ларсен Дженсен США           | Ігор Червинський Україна      |
| Монреаль 2005  | Ґрант Гаккетт Австралія      | Ларсен Дженсен США           | Юрій Прилуков Росія           |
| Мельбурн 2007  | Пшемислав Станьчик Польща    | Крейґ Стівенс Австралія      | Федеріко Кольбертальдо Італія |
| Рим 2009       | Чжан Лінь КНР                | Уссама Меллулі Туніс         | Раян Кокрейн Канада           |
| Шанхай 2011    | Сунь Ян КНР                  | Раян Кокрейн Канада          | Гердьо Кіш Угорщина           |
| Барселона 2013 | Сунь Ян КНР                  | Майкл Макбрум США            | Раян Кокрейн Канада           |
| Казань 2015    | Сунь Ян (3) КНР              | Грегоріо Пальтріньєрі Італія | Мак Гортон Австралія          |
| Будапешт 2017  | Габріеле Детті Італія        | Войцех Войдак Польща         | Грегоріо Пальтріньєрі Італія  |
| Кванджу 2019   | Грегоріо Пальтріньєрі Італія | Генрік Крістіансен Норвегія  | Давід Обрі Франція            |
| Будапешт 2022  | Роберт Фінк США              | Флоріан Веллброк Німеччина   | Михайло Романчук Україна      |

- Медалі:

| Місце   | Країна          | Золото | Срібло | Бронза | Загалом |
| ------- | --------------- | ------ | ------ | ------ | ------- |
| 1       | КНР             | 4      | 0      | 0      | 4       |
| 2       | Австралія       | 3      | 2      | 1      | 6       |
| 3       | Італія          | 2      | 1      | 2      | 5       |
| 4       | США             | 1      | 3      | 0      | 4       |
| 5       | Польща          | 1      | 1      | 0      | 2       |
| 6       | Канада          | 0      | 1      | 2      | 3       |
| 7       | Німеччина       | 0      | 1      | 0      | 1       |
| 7       | Норвегія        | 0      | 1      | 0      | 1       |
| 7       | Туніс           | 0      | 1      | 0      | 1       |
| 10      | Україна         | 0      | 0      | 2      | 2       |
| 11      | Франція         | 0      | 0      | 1      | 1       |
| 11      | Велика Британія | 0      | 0      | 1      | 1       |
| 11      | Угорщина        | 0      | 0      | 1      | 1       |
| 11      | Росія           | 0      | 0      | 1      | 1       |
| Загалом | Загалом         | 11     | 11     | 11     | 33      |

### 1500 метрів вільним стилем
| Рік            | Золото                       | Срібло                     | Бронза                       |
| -------------- | ---------------------------- | -------------------------- | ---------------------------- |
| Белград 1973   | Стівен Голланд Австралія     | Рік Демонт США             | Бред Купер Австралія         |
| Калі 1975      | Тімоті Шоу США               | Браян Ґуделл США           | Девід Паркер Велика Британія |
| Берлін 1978    | Володимир Сальников СРСР     | Борут Петрич Югославія     | Боббі Гаккетт США            |
| Гуаякіль 1982  | Володимир Сальников СРСР     | Святослав Семенов СРСР     | Дар'ян Петрич Югославія      |
| Мадрид 1986    | Райнер Генкель ФРН           | Стефано Баттістеллі Італія | Ден Йорґенсен США            |
| Перт 1991      | Єрґ Гоффманн Німеччина       | Кірен Перкінс Австралія    | Штефан Пфайффер Німеччина    |
| Рим 1994       | Кірен Перкінс Австралія      | Денієл Ковалскі Австралія  | Штеффен Цеснер Німеччина     |
| Перт 1998      | Ґрант Гаккетт Австралія      | Еміліано Брембілья Італія  | Денієл Ковалскі Австралія    |
| Фукуока 2001   | Ґрант Гаккетт Австралія      | Грем Сміт Велика Британія  | Олексій Філіпєц Росія        |
| Барселона 2003 | Ґрант Гаккетт Австралія      | Ігор Червинський Україна   | Ерік Вендт США               |
| Монреаль 2005  | Ґрант Гаккетт (4) Австралія  | Ларсен Дженсен США         | Девід Девіс Велика Британія  |
| Мельбурн 2007  | Матеуш Савримовіч Польща     | Юрій Прилуков Росія        | Девід Девіс Велика Британія  |
| Рим 2009       | Уссама Меллулі Туніс         | Раян Кокрейн Канада        | Сунь Ян КНР                  |
| Шанхай 2011    | Сунь Ян КНР                  | Раян Кокрейн Канада        | Гердьо Кіш Угорщина          |
| Барселона 2013 | Сунь Ян КНР                  | Раян Кокрейн Канада        | Грегоріо Пальтріньєрі Італія |
| Казань 2015    | Грегоріо Пальтріньєрі Італія | Коннор Джегер США          | Раян Кокрейн Канада          |
| Будапешт 2017  | Грегоріо Пальтріньєрі Італія | Михайло Романчук Україна   | Мак Гортон Австралія         |
| Кванджу 2019   | Флоріан Веллброк Німеччина   | Михайло Романчук Україна   | Грегоріо Пальтріньєрі Італія |
| Будапешт 2022  | Грегоріо Пальтріньєрі Італія | Роберт Фінк США            | Флоріан Веллброк Німеччина   |

- Медалі:

| Місце   | Країна          | Золото | Срібло | Бронза | Загалом |
| ------- | --------------- | ------ | ------ | ------ | ------- |
| 1       | Австралія       | 6      | 2      | 3      | 11      |
| 2       | Італія          | 3      | 2      | 2      | 7       |
| 3       | СРСР            | 2      | 1      | 0      | 3       |
| 4       | Німеччина       | 2      | 0      | 3      | 5       |
| 5       | КНР             | 2      | 0      | 1      | 3       |
| 6       | США             | 1      | 5      | 3      | 9       |
| 7       | Польща          | 1      | 0      | 0      | 1       |
| 7       | Туніс           | 1      | 0      | 0      | 1       |
| 7       | ФРН             | 1      | 0      | 0      | 1       |
| 10      | Канада          | 0      | 3      | 1      | 4       |
| 11      | Україна         | 0      | 3      | 0      | 3       |
| 12      | Велика Британія | 0      | 1      | 3      | 4       |
| 13      | Росія           | 0      | 1      | 1      | 2       |
| 13      | Югославія       | 0      | 1      | 1      | 2       |
| 15      | Угорщина        | 0      | 0      | 1      | 1       |
| Загалом | Загалом         | 19     | 19     | 19     | 57      |

### 50 метрів на спині
| Рік            | Золото                        | Срібло                  | Бронза                      |
| -------------- | ----------------------------- | ----------------------- | --------------------------- |
| Фукуока 2001   | Рендалл Бел США               | Томас Руппрат Німеччина | Метт Велш Австралія         |
| Барселона 2003 | Томас Руппрат Німеччина       | Метт Велш Австралія     | Герхард Зандберг ПАР        |
| Монреаль 2005  | Арістеїдіс Грігоріадіс Греція | Метт Велш Австралія     | Лаєм Тенкок Велика Британія |
| Мельбурн 2007  | Герхард Зандберг ПАР          | Томас Руппрат Німеччина | Лаєм Тенкок Велика Британія |
| Рим 2009       | Лаєм Тенкок Велика Британія   | Коґа Дзюнія Японія      | Герхард Зандберг ПАР        |
| Шанхай 2011    | Лаєм Тенкок Велика Британія   | Каміль Лакур Франція    | Герхард Зандберг ПАР        |
| Барселона 2013 | Каміль Лакур Франція          | Метт Греверс США        | не вручали                  |
| Барселона 2013 | Каміль Лакур Франція          | Жеремі Страв'юс Франція | не вручали                  |
| Казань 2015    | Каміль Лакур Франція          | Метт Греверс США        | Бен Трефферс Австралія      |
| Будапешт 2017  | Каміль Лакур (3) Франція      | Коґа Дзюнія Японія      | Метт Греверс США            |
| Кванджу 2019   | Зейн Ведделл ПАР              | Євген Рилов Росія       | Климент Колесников Росія    |
| Будапешт 2022  | Джастін Ресс США              | Гантер Армстронґ США    | Ксавери Масюк Польща        |

- Медалі:

| Місце   | Країна          | Золото | Срібло | Бронза | Загалом |
| ------- | --------------- | ------ | ------ | ------ | ------- |
| 1       | Франція         | 3      | 2      | 0      | 5       |
| 2       | США             | 2      | 3      | 1      | 6       |
| 3       | ПАР             | 2      | 0      | 3      | 5       |
| 4       | Велика Британія | 2      | 0      | 2      | 4       |
| 5       | Німеччина       | 1      | 2      | 0      | 3       |
| 6       | Греція          | 1      | 0      | 0      | 1       |
| 7       | Австралія       | 0      | 2      | 2      | 4       |
| 8       | Японія          | 0      | 2      | 0      | 2       |
| 9       | Росія           | 0      | 1      | 1      | 2       |
| 10      | Польща          | 0      | 0      | 1      | 1       |
| Загалом | Загалом         | 11     | 12     | 10     | 33      |

### 100 метрів на спині
| Рік            | Золото                      | Срібло                  | Бронза                      |
| -------------- | --------------------------- | ----------------------- | --------------------------- |
| Белград 1973   | Роланд Маттес НДР           | Майк Стамм США          | Луц Ваня НДР                |
| Калі 1975      | Роланд Маттес НДР           | Джон Мерфі США          | Мел Неш США                 |
| Берлін 1978    | Боб Джексон США             | Пітер Рокка США         | Ромуло Арантес Бразилія     |
| Гуаякіль 1982  | Дірк Ріхтер НДР             | Рік Кері США            | Володимир Шеметов СРСР      |
| Мадрид 1986    | Ігор Полянський СРСР        | Дірк Ріхтер НДР         | Сергій Заболотнов СРСР      |
| Перт 1991      | Джефф Раус США              | Марк Тьюксбері Канада   | Мартін Лопес-Суберо Іспанія |
| Рим 1994       | Мартін Лопес-Суберо Іспанія | Джефф Раус США          | Тамаш Дойч Угорщина         |
| Перт 1998      | Крайзельбург Ленні США      | Марк Версфелд Канада    | Штев Телоке Німеччина       |
| Фукуока 2001   | Метт Велш Австралія         | Орн Арнарсон Ісландія   | Штеффен Дрізен Німеччина    |
| Барселона 2003 | Аарон Пірсол США            | Аркадій В'ятчанін Росія | не вручали                  |
| Барселона 2003 | Аарон Пірсол США            | Метт Велш Австралія     | не вручали                  |
| Монреаль 2005  | Аарон Пірсол США            | Рендалл Бел США         | Ласло Чех Угорщина          |
| Мельбурн 2007  | Аарон Пірсол (3) США        | Раян Лохте США          | Лаєм Тенкок Велика Британія |
| Рим 2009       | Коґа Дзюнія Японія          | Хельге Меув Німеччина   | Ашвін Вільдебур Іспанія     |
| Шанхай 2011    | Каміль Лакур Франція        | не вручали              | Рьосуке Іріє Японія         |
| Шанхай 2011    | Жеремі Страв'юс Франція     | не вручали              | Рьосуке Іріє Японія         |
| Барселона 2013 | Метт Греверс США            | Девід Пламмер США       | Жеремі Страв'юс Франція     |
| Казань 2015    | Мітч Ларкін Австралія       | Каміль Лакур Франція    | Метт Греверс США            |
| Будапешт 2017  | Сюй Цзяюй КНР               | Метт Греверс США        | Раян Мерфі США              |
| Кванджу 2019   | Сюй Цзяюй КНР               | Євген Рилов Росія       | Мітч Ларкін Австралія       |
| Будапешт 2022  | Томас Чеккон Італія         | Раян Мерфі США          | Гантер Армстронґ США        |

- Медалі:

| Місце   | Країна          | Золото | Срібло | Бронза | Загалом |
| ------- | --------------- | ------ | ------ | ------ | ------- |
| 1       | США             | 7      | 10     | 4      | 21      |
| 2       | НДР             | 3      | 1      | 1      | 5       |
| 3       | Австралія       | 2      | 1      | 1      | 4       |
| 3       | Франція         | 2      | 1      | 1      | 4       |
| 5       | КНР             | 2      | 0      | 0      | 2       |
| 6       | СРСР            | 1      | 0      | 2      | 3       |
| 6       | Іспанія         | 1      | 0      | 2      | 3       |
| 8       | Японія          | 1      | 0      | 1      | 2       |
| 9       | Італія          | 1      | 0      | 0      | 1       |
| 10      | Канада          | 0      | 2      | 0      | 2       |
| 10      | Росія           | 0      | 2      | 0      | 2       |
| 12      | Німеччина       | 0      | 1      | 2      | 3       |
| 13      | Ісландія        | 0      | 1      | 0      | 1       |
| 14      | Угорщина        | 0      | 0      | 2      | 2       |
| 15      | Бразилія        | 0      | 0      | 1      | 1       |
| 15      | Велика Британія | 0      | 0      | 1      | 1       |
| Загалом | Загалом         | 20     | 19     | 18     | 57      |

### 200 метрів на спині
| Рік            | Золото                      | Срібло                       | Бронза                       |
| -------------- | --------------------------- | ---------------------------- | ---------------------------- |
| Белград 1973   | Роланд Маттес НДР           | Золтан Веррасто Угорщина     | Джон Нейбер США              |
| Калі 1975      | Золтан Веррасто Угорщина    | Марк Тонеллі Австралія       | Пол Гоув США                 |
| Берлін 1978    | Джесс Вассалло США          | Ґері Геррінґ Нова Зеландія   | Золтан Веррасто Угорщина     |
| Гуаякіль 1982  | Рік Кері США                | Шандор Владар Угорщина       | Франк Бальтруш НДР           |
| Мадрид 1986    | Ігор Полянський СРСР        | Франк Бальтруш НДР           | Франк Гоффмайтер ФРН         |
| Перт 1991      | Мартін Лопес-Суберо Іспанія | Стефано Баттістеллі Італія   | Володимир Сельков СРСР       |
| Рим 1994       | Володимир Сельков Росія     | Мартін Лопес-Суберо Іспанія  | Ройс Шарп США                |
| Перт 1998      | Крайзельбург Ленні США      | Ральф Браун Німеччина        | Марк Версфелд Канада         |
| Фукуока 2001   | Аарон Пірсол США            | Маркус Роган Австрія         | Орн Арнарсон Ісландія        |
| Барселона 2003 | Аарон Пірсол США            | Гордан Козулі Хорватія       | Сімон Дюфур Франція          |
| Монреаль 2005  | Аарон Пірсол США            | Маркус Роган Австрія         | Раян Лохте США               |
| Мельбурн 2007  | Раян Лохте США              | Аарон Пірсол США             | Маркус Роган Австрія         |
| Рим 2009       | Аарон Пірсол (4) США        | Рьосуке Іріє Японія          | Раян Лохте США               |
| Шанхай 2011    | Раян Лохте США              | Рьосуке Іріє Японія          | Тайлер Клері США             |
| Барселона 2013 | Раян Лохте США              | Радослав Кавенцький Польща   | Тайлер Клері США             |
| Казань 2015    | Мітч Ларкін Австралія       | Радослав Кавенцький Польща   | Євген Рилов Росія            |
| Будапешт 2017  | Євген Рилов Росія           | Раян Мерфі США               | Джейкоб Пеблі США            |
| Кванджу 2019   | Євген Рилов Росія           | Раян Мерфі США               | Люк Грінбенк Велика Британія |
| Будапешт 2022  | Раян Мерфі США              | Люк Грінбенк Велика Британія | Шейн Касас США               |

- Медалі:

| Місце   | Країна          | Золото | Срібло | Бронза | Загалом |
| ------- | --------------- | ------ | ------ | ------ | ------- |
| 1       | США             | 11     | 3      | 9      | 23      |
| 2       | Росія           | 3      | 0      | 1      | 4       |
| 3       | Угорщина        | 1      | 2      | 1      | 4       |
| 4       | НДР             | 1      | 1      | 1      | 3       |
| 5       | Австралія       | 1      | 1      | 0      | 2       |
| 5       | Іспанія         | 1      | 1      | 0      | 2       |
| 7       | СРСР            | 1      | 0      | 1      | 2       |
| 8       | Австрія         | 0      | 2      | 1      | 3       |
| 9       | Японія          | 0      | 2      | 0      | 2       |
| 9       | Польща          | 0      | 2      | 0      | 2       |
| 11      | Велика Британія | 0      | 1      | 1      | 2       |
| 12      | Хорватія        | 0      | 1      | 0      | 1       |
| 12      | Німеччина       | 0      | 1      | 0      | 1       |
| 12      | Італія          | 0      | 1      | 0      | 1       |
| 12      | Нова Зеландія   | 0      | 1      | 0      | 1       |
| 16      | Канада          | 0      | 0      | 1      | 1       |
| 16      | Франція         | 0      | 0      | 1      | 1       |
| 16      | Ісландія        | 0      | 0      | 1      | 1       |
| 16      | ФРН             | 0      | 0      | 1      | 1       |
| Загалом | Загалом         | 19     | 19     | 19     | 57      |

### 50 метрів брасом
| Рік            | Золото                        | Срібло                       | Бронза                     |
| -------------- | ----------------------------- | ---------------------------- | -------------------------- |
| Фукуока 2001   | Олег Лісогор Україна          | Роман Слуднов Росія          | Доменіко Фіораванті Італія |
| Барселона 2003 | Джеймс Ґібсон Велика Британія | Олег Лісогор Україна         | Міхай Флашкай Угорщина     |
| Монреаль 2005  | Марк Варнеке Німеччина        | Марк Генглофф США            | Косуке Кітаджіма Японія    |
| Мельбурн 2007  | Олег Лісогор Україна          | Брендан Гансен США           | Камерон ван дер Бург ПАР   |
| Рим 2009       | Камерон ван дер Бург ПАР      | Феліпе Франса Сілва Бразилія | Марк Генглофф США          |
| Шанхай 2011    | Феліпе Франса Сілва Бразилія  | Фабіо Скоццолі Італія        | Камерон ван дер Бург ПАР   |
| Барселона 2013 | Камерон ван дер Бург ПАР      | Крістіан Спренджер Австралія | Джуліо Дзордзі ПАР         |
| Казань 2015    | Адам Піті Велика Британія     | Камерон ван дер Бург ПАР     | Кевін Кордес США           |
| Будапешт 2017  | Адам Піті Велика Британія     | Жоан Гомес Жуніор Бразилія   | Камерон ван дер Бург ПАР   |
| Кванджу 2019   | Адам Піті (3) Велика Британія | Феліпе Ліма Бразилія         | Жоан Гомес Жуніор Бразилія |
| Будапешт 2022  | Нік Фінк США                  | Ніколо Мартіненьї Італія     | Майкл Ендрю США            |

- Медалі:

| Місце   | Країна          | Золото | Срібло | Бронза | Загалом |
| ------- | --------------- | ------ | ------ | ------ | ------- |
| 1       | Велика Британія | 4      | 0      | 0      | 4       |
| 2       | ПАР             | 2      | 1      | 4      | 7       |
| 3       | Україна         | 2      | 1      | 0      | 3       |
| 4       | Бразилія        | 1      | 3      | 1      | 5       |
| 5       | США             | 1      | 2      | 3      | 6       |
| 6       | Німеччина       | 1      | 0      | 0      | 1       |
| 7       | Італія          | 0      | 2      | 1      | 3       |
| 8       | Австралія       | 0      | 1      | 0      | 1       |
| 8       | Росія           | 0      | 1      | 0      | 1       |
| 10      | Угорщина        | 0      | 0      | 1      | 1       |
| 10      | Японія          | 0      | 0      | 1      | 1       |
| Загалом | Загалом         | 11     | 11     | 11     | 33      |

### 100 метрів брасом
| Рік            | Золото                        | Срібло                          | Бронза                        |
| -------------- | ----------------------------- | ------------------------------- | ----------------------------- |
| Белград 1973   | Джон Генкен США               | Хрюкін Михайло Георгійович СРСР | Нобутака Таґуті Японія        |
| Калі 1975      | Девід Вілкі Велика Британія   | Нобутака Таґуті Японія          | Девід Лей Велика Британія     |
| Берлін 1978    | Вальтер Куш ФРН               | Ґрем Сміт Канада                | Ґеральд Меркен ФРН            |
| Гуаякіль 1982  | Стів Лундквіст США            | Віктор Девіс Канада             | Джон Моффет США               |
| Мадрид 1986    | Віктор Девіс Канада           | Джанні Мінервіні Італія         | Дмитро Волков СРСР            |
| Перт 1991      | Норберт Рожа Угорщина         | Адріан Мургаус Велика Британія  | Джанні Мінервіні Італія       |
| Рим 1994       | Норберт Рожа Угорщина         | Карой Гюттлер Угорщина          | Фредерік Дебергґреве Бельгія  |
| Перт 1998      | Фредерік Дебергґреве Бельгія  | Цзен Цілян КНР                  | Курт Ґроут США                |
| Фукуока 2001   | Роман Слуднов Росія           | Доменіко Фіораванті Італія      | Ед Мозес США                  |
| Барселона 2003 | Косуке Кітаджіма Японія       | Брендан Гансен США              | Джеймс Ґібсон Велика Британія |
| Монреаль 2005  | Брендан Гансен США            | Косуке Кітаджіма Японія         | Юг Дюбоск Франція             |
| Мельбурн 2007  | Брендан Гансен США            | Косуке Кітаджіма Японія         | Брентон Рікард Австралія      |
| Рим 2009       | Брентон Рікард Австралія      | Юг Дюбоск Франція               | Камерон ван дер Бург ПАР      |
| Шанхай 2011    | Александер Дале Оен Норвегія  | Фабіо Скоццолі Італія           | Камерон ван дер Бург ПАР      |
| Барселона 2013 | Крістіан Спренджер Австралія  | Камерон ван дер Бург ПАР        | Феліпе Ліма Бразилія          |
| Казань 2015    | Адам Піті Велика Британія     | Камерон ван дер Бург ПАР        | Росс Мердок Велика Британія   |
| Будапешт 2017  | Адам Піті Велика Британія     | Кевін Кордес США                | Кирило Пригода Росія          |
| Кванджу 2019   | Адам Піті (3) Велика Британія | Джеймс Вілбі Велика Британія    | Ян Цзібей КНР                 |
| Будапешт 2022  | Ніколо Мартіненьї Італія      | Арно Каммінга Нідерланди        | Нік Фінк США                  |

- Медалі:

| Місце   | Країна          | Золото | Срібло | Бронза | Загалом |
| ------- | --------------- | ------ | ------ | ------ | ------- |
| 1       | США             | 4      | 2      | 4      | 10      |
| 2       | Велика Британія | 4      | 2      | 3      | 9       |
| 3       | Угорщина        | 2      | 1      | 0      | 3       |
| 4       | Австралія       | 2      | 0      | 1      | 3       |
| 5       | Італія          | 1      | 3      | 1      | 5       |
| 5       | Японія          | 1      | 3      | 1      | 5       |
| 7       | Канада          | 1      | 2      | 0      | 3       |
| 8       | Бельгія         | 1      | 0      | 1      | 2       |
| 8       | Росія           | 1      | 0      | 1      | 2       |
| 8       | ФРН             | 1      | 0      | 1      | 2       |
| 11      | Норвегія        | 1      | 0      | 0      | 1       |
| 12      | ПАР             | 0      | 2      | 2      | 4       |
| 13      | КНР             | 0      | 1      | 1      | 2       |
| 13      | Франція         | 0      | 1      | 1      | 2       |
| 13      | СРСР            | 0      | 1      | 1      | 2       |
| 16      | Нідерланди      | 0      | 1      | 0      | 1       |
| 17      | Бразилія        | 0      | 0      | 1      | 1       |
| Загалом | Загалом         | 19     | 19     | 19     | 57      |

### 200 метрів брасом
| Рік            | Золото                      | Срібло                     | Бронза                         |
| -------------- | --------------------------- | -------------------------- | ------------------------------ |
| Белград 1973   | Девід Вілкі Велика Британія | Джон Генкен США            | Нобутака Таґуті Японія         |
| Калі 1975      | Девід Вілкі Велика Британія | Рік Колелла США            | Микола Панкін СРСР             |
| Берлін 1978    | Нік Невід США               | Арсенс Міскаровс СРСР      | Вальтер Куш ФРН                |
| Гуаякіль 1982  | Віктор Девіс Канада         | Робертас Жулпа СРСР        | Джон Моффет США                |
| Мадрид 1986    | Йожеф Сабо Угорщина         | Віктор Девіс Канада        | Steven Bentley США             |
| Перт 1991      | Майк Берровмен США          | Норберт Рожа Угорщина      | Нік Джиллінгем Велика Британія |
| Рим 1994       | Норберт Рожа Угорщина       | Ерік Вандерліх США         | Карой Гюттлер Угорщина         |
| Перт 1998      | Курт Ґроут США              | Жан-Крістоф Сарнен Франція | Норберт Рожа Угорщина          |
| Фукуока 2001   | Брендан Гансен США          | Максим Подопригора Австрія | Косуке Кітаджіма Японія        |
| Барселона 2003 | Косуке Кітаджіма Японія     | Іан Едмонд Велика Британія | Брендан Гансен США             |
| Монреаль 2005  | Брендан Гансен США          | Майк Браун Канада          | Імамура Ґенкі Японія           |
| Мельбурн 2007  | Косуке Кітаджіма Японія     | Брентон Рікард Австралія   | Лоріс Фаччі Італія             |
| Рим 2009       | Даніел Дьюрта Угорщина      | Ерік Шанто США             | Крістіан Спренджер Австралія   |
| Рим 2009       | Даніел Дьюрта Угорщина      | Ерік Шанто США             | Гедрюс Тітяніс Литва           |
| Шанхай 2011    | Даніел Дьюрта Угорщина      | Косуке Кітаджіма Японія    | Крістіан фон Лем Німеччина     |
| Барселона 2013 | Даніел Дьюрта (3) Угорщина  | Марко Кох Німеччина        | Матті Маттссон Фінляндія       |
| Казань 2015    | Марко Кох Німеччина         | Кевін Кордес США           | Даніел Дьюрта Угорщина         |
| Будапешт 2017  | Антон Чупков Росія          | Косекі Ясухіро Японія      | Іппей Ватанабе Японія          |
| Кванджу 2019   | Антон Чупков Росія          | Метью Вілсон Австралія     | Іппей Ватанабе Японія          |
| Будапешт 2022  | Зак Стабблеті-Кук Австралія | Ю Ханаґурума Японія        | не вручали                     |
| Будапешт 2022  | Зак Стабблеті-Кук Австралія | Ерік Перссон Швеція        | не вручали                     |

- Медалі:

| Місце   | Країна          | Золото | Срібло | Бронза | Загалом |
| ------- | --------------- | ------ | ------ | ------ | ------- |
| 1       | США             | 5      | 5      | 3      | 13      |
| 2       | Угорщина        | 5      | 1      | 3      | 9       |
| 3       | Японія          | 2      | 3      | 5      | 10      |
| 4       | Велика Британія | 2      | 1      | 1      | 4       |
| 5       | Росія           | 2      | 0      | 0      | 2       |
| 6       | Австралія       | 1      | 2      | 1      | 4       |
| 7       | Канада          | 1      | 2      | 0      | 3       |
| 8       | Німеччина       | 1      | 1      | 1      | 3       |
| 9       | СРСР            | 0      | 2      | 1      | 3       |
| 10      | Австрія         | 0      | 1      | 0      | 1       |
| 10      | Франція         | 0      | 1      | 0      | 1       |
| 10      | Швеція          | 0      | 1      | 0      | 1       |
| 13      | Фінляндія       | 0      | 0      | 1      | 1       |
| 13      | Італія          | 0      | 0      | 1      | 1       |
| 13      | Литва           | 0      | 0      | 1      | 1       |
| 13      | ФРН             | 0      | 0      | 1      | 1       |
| Загалом | Загалом         | 19     | 20     | 19     | 58      |

### 50 метрів батерфляєм
| Рік            | Золото                          | Срібло                  | Бронза                      |
| -------------- | ------------------------------- | ----------------------- | --------------------------- |
| Фукуока 2001   | Джефф Г'юджилл Австралія        | Ларс Фреландер Швеція   | Марк Фостер Велика Британія |
| Барселона 2003 | Метт Велш Австралія             | Іян Крокер США          | Євген Коротишкін Росія      |
| Монреаль 2005  | Роланд Шуман ПАР                | Іян Крокер США          | Сергій Бреус Україна        |
| Мельбурн 2007  | Роланд Шуман (2) ПАР            | Іян Крокер США          | Якоб Скіоетт Андк'яер Данія |
| Рим 2009       | Милорад Чавич Сербія            | Метт Тарґетт Австралія  | Рафаель Муньйос Іспанія     |
| Шанхай 2011    | Сезар Сьєло Фільйо Бразилія     | Метт Тарґетт Австралія  | Джефф Г'юджилл Австралія    |
| Барселона 2013 | Сезар Сьєло Фільйо (2) Бразилія | Юджин Ґодсо США         | Фредерік Буске Франція      |
| Казань 2015    | Флоран Маноду Франція           | Ніколас Сантуш Бразилія | Ласло Чех Угорщина          |
| Казань 2015    | Флоран Маноду Франція           | Ніколас Сантуш Бразилія | Конрад Черняк Польща        |
| Будапешт 2017  | Бенджамін Прауд Велика Британія | Ніколас Сантуш Бразилія | Андрій Говоров Україна      |
| Кванджу 2019   | Кайлеб Дрессел США              | Oleg Kostin Росія       | Ніколас Сантуш Бразилія     |
| Будапешт 2022  | Кайлеб Дрессел (2) США          | Ніколас Сантуш Бразилія | Майкл Ендрю США             |

- Медалі:

| Місце   | Країна          | Золото | Срібло | Бронза | Загалом |
| ------- | --------------- | ------ | ------ | ------ | ------- |
| 1       | США             | 2      | 4      | 1      | 7       |
| 2       | Бразилія        | 2      | 3      | 1      | 6       |
| 3       | Австралія       | 2      | 2      | 1      | 5       |
| 4       | ПАР             | 2      | 0      | 0      | 2       |
| 5       | Франція         | 1      | 0      | 1      | 2       |
| 5       | Велика Британія | 1      | 0      | 1      | 2       |
| 7       | Сербія          | 1      | 0      | 0      | 1       |
| 8       | Росія           | 0      | 1      | 1      | 2       |
| 9       | Швеція          | 0      | 1      | 0      | 1       |
| 10      | Україна         | 0      | 0      | 2      | 2       |
| 11      | Данія           | 0      | 0      | 1      | 1       |
| 11      | Угорщина        | 0      | 0      | 1      | 1       |
| 11      | Польща          | 0      | 0      | 1      | 1       |
| 11      | Іспанія         | 0      | 0      | 1      | 1       |
| Загалом | Загалом         | 11     | 11     | 12     | 34      |

### 100 метрів батерфляєм
| Рік            | Золото                 | Срібло                 | Бронза                         |
| -------------- | ---------------------- | ---------------------- | ------------------------------ |
| Белград 1973   | Брюс Робертсон Канада  | Джо Баттом США         | Робін Бекгаус США              |
| Калі 1975      | Ґреґорі Джаґенберґ США | Роґер Піттель НДР      | Білл Форрестер США             |
| Берлін 1978    | Джо Баттом США         | Ґреґорі Джаґенберґ США | Пер Арвідссон Швеція           |
| Гуаякіль 1982  | Метт Ґріббл США        | Міхаель Ґрос ФРН       | Бенґт Барон Швеція             |
| Мадрид 1986    | Пабло Моралес США      | Метт Бйонді США        | Ендрю Джеймсон Велика Британія |
| Перт 1991      | Ентоні Несті Суринам   | Міхаель Ґрос Німеччина | Владислав Куликов СРСР         |
| Рим 1994       | Рафал Шукала Польща    | Ларс Фреландер Швеція  | Денис Панкратов Росія          |
| Перт 1998      | Майкл Клім Австралія   | Ларс Фреландер Швеція  | Джефф Г'юджилл Австралія       |
| Фукуока 2001   | Ларс Фреландер Швеція  | Іян Крокер США         | Джефф Г'юджилл Австралія       |
| Барселона 2003 | Іян Крокер США         | Майкл Фелпс США        | Андрій Сердінов Україна        |
| Монреаль 2005  | Іян Крокер США         | Майкл Фелпс США        | Андрій Сердінов Україна        |
| Мельбурн 2007  | Майкл Фелпс США        | Іян Крокер США         | Альберт Субіратс Венесуела     |
| Рим 2009       | Майкл Фелпс США        | Милорад Чавич Сербія   | Рафаель Муньйос Іспанія        |
| Шанхай 2011    | Майкл Фелпс (3) США    | Конрад Черняк Польща   | Тайлер Макгілл США             |
| Барселона 2013 | Чад ле Клос ПАР        | Ласло Чех Угорщина     | Конрад Черняк Польща           |
| Казань 2015    | Чад ле Клос ПАР        | Ласло Чех Угорщина     | Джозеф Скулінг Сінгапур        |
| Будапешт 2017  | Кайлеб Дрессел США     | Кріштоф Мілак Угорщина | Джеймс Ґай Велика Британія     |
| Будапешт 2017  | Кайлеб Дрессел США     | Кріштоф Мілак Угорщина | Джозеф Скулінг Сінгапур        |
| Кванджу 2019   | Кайлеб Дрессел США     | Андрій Мінаков Росія   | Чад ле Клос ПАР                |
| Будапешт 2022  | Кріштоф Мілак Угорщина | Мідзунума Наокі Японія | Джошуа Льєндо Канада           |

- Медалі:

| Місце   | Країна          | Золото | Срібло | Бронза | Загалом |
| ------- | --------------- | ------ | ------ | ------ | ------- |
| 1       | США             | 11     | 7      | 3      | 21      |
| 2       | ПАР             | 2      | 0      | 1      | 3       |
| 3       | Угорщина        | 1      | 3      | 0      | 4       |
| 4       | Швеція          | 1      | 2      | 2      | 5       |
| 5       | Польща          | 1      | 1      | 1      | 3       |
| 6       | Австралія       | 1      | 0      | 2      | 3       |
| 7       | Канада          | 1      | 0      | 1      | 2       |
| 8       | Суринам         | 1      | 0      | 0      | 1       |
| 9       | Росія           | 0      | 1      | 1      | 2       |
| 10      | НДР             | 0      | 1      | 0      | 1       |
| 10      | Німеччина       | 0      | 1      | 0      | 1       |
| 10      | Японія          | 0      | 1      | 0      | 1       |
| 10      | Сербія          | 0      | 1      | 0      | 1       |
| 10      | ФРН             | 0      | 1      | 0      | 1       |
| 15      | Велика Британія | 0      | 0      | 2      | 2       |
| 15      | Сінгапур        | 0      | 0      | 2      | 2       |
| 15      | Україна         | 0      | 0      | 2      | 2       |
| 18      | СРСР            | 0      | 0      | 1      | 1       |
| 18      | Іспанія         | 0      | 0      | 1      | 1       |
| 18      | Венесуела       | 0      | 0      | 1      | 1       |
| Загалом | Загалом         | 19     | 19     | 20     | 58      |

### 200 метрів батерфляєм
| Рік            | Золото                     | Срібло                       | Бронза                        |
| -------------- | -------------------------- | ---------------------------- | ----------------------------- |
| Белград 1973   | Робін Бекгаус США          | Стів Ґреґґ США               | Гартмут Флекнер НДР           |
| Калі 1975      | Білл Форрестер США         | Роґер Піттель НДР            | Браян Брінклі Велика Британія |
| Берлін 1978    | Майк Брунер США            | Стів Ґреґґ США               | Роґер Піттель НДР             |
| Гуаякіль 1982  | Міхаель Ґрос ФРН           | Сергій Фесенко СРСР          | Креґ Бірдслі США              |
| Мадрид 1986    | Міхаель Ґрос ФРН           | Ентоні Мосс Нова Зеландія    | Бенні Нільсен Данія           |
| Перт 1991      | Мелвін Стюарт США          | Міхаель Ґрос Німеччина       | Тамаш Дарньї Угорщина         |
| Рим 1994       | Денис Панкратов Росія      | Деньйон Лоудер Нова Зеландія | Кріс-Кароль Бремер Німеччина  |
| Перт 1998      | Денис Силантьєв Україна    | Франк Еспозіто Франція       | Том Малчов США                |
| Фукуока 2001   | Майкл Фелпс США            | Том Малчов США               | Анатолій Поляков Росія        |
| Барселона 2003 | Майкл Фелпс США            | Такасі Ямамото Японія        | Том Малчов США                |
| Монреаль 2005  | Павел Коженьовський Польща | Такесі Мацуда Японія         | У Пен КНР                     |
| Мельбурн 2007  | Майкл Фелпс США            | У Пен КНР                    | Микола Скворцов Росія         |
| Рим 2009       | Майкл Фелпс США            | Павел Коженьовський Польща   | Такесі Мацуда Японія          |
| Шанхай 2011    | Майкл Фелпс (5) США        | Такесі Мацуда Японія         | У Пен КНР                     |
| Барселона 2013 | Чад ле Клос ПАР            | Павел Коженьовський Польща   | У Пен КНР                     |
| Казань 2015    | Ласло Чех Угорщина         | Чад ле Клос ПАР              | Ян Світковський Польща        |
| Будапешт 2017  | Чад ле Клос ПАР            | Ласло Чех Угорщина           | Сето Дайя Японія              |
| Кванджу 2019   | Кріштоф Мілак Угорщина     | Сето Дайя Японія             | Чад ле Клос ПАР               |
| Будапешт 2022  | Кріштоф Мілак Угорщина     | Леон Маршан Франція          | Томору Хонда Японія           |

- Медалі:

| Місце   | Країна          | Золото | Срібло | Бронза | Загалом |
| ------- | --------------- | ------ | ------ | ------ | ------- |
| 1       | США             | 9      | 3      | 3      | 15      |
| 2       | Угорщина        | 3      | 1      | 1      | 5       |
| 3       | ПАР             | 2      | 1      | 1      | 4       |
| 4       | ФРН             | 2      | 0      | 0      | 2       |
| 5       | Польща          | 1      | 2      | 1      | 4       |
| 6       | Росія           | 1      | 0      | 2      | 3       |
| 7       | Україна         | 1      | 0      | 0      | 1       |
| 8       | Японія          | 0      | 4      | 3      | 7       |
| 9       | Франція         | 0      | 2      | 0      | 2       |
| 9       | Нова Зеландія   | 0      | 2      | 0      | 2       |
| 11      | КНР             | 0      | 1      | 3      | 4       |
| 12      | НДР             | 0      | 1      | 2      | 3       |
| 13      | Німеччина       | 0      | 1      | 1      | 2       |
| 14      | СРСР            | 0      | 1      | 0      | 1       |
| 15      | Данія           | 0      | 0      | 1      | 1       |
| 15      | Велика Британія | 0      | 0      | 1      | 1       |
| Загалом | Загалом         | 19     | 19     | 19     | 57      |

### 200 метрів комплексом
| Рік            | Золото                       | Срібло                   | Бронза                       |
| -------------- | ---------------------------- | ------------------------ | ---------------------------- |
| Белград 1973   | Ґуннар Ларссон Швеція        | Stanley Carper США       | Девід Вілкі Велика Британія  |
| Калі 1975      | Андраш Харгітай Угорщина     | Стів Фернісс США         | Андрій Смірнов СРСР          |
| Берлін 1978    | Ґрем Сміт Канада             | Джесс Вассалло США       | Олександр Сидоренко СРСР     |
| Гуаякіль 1982  | Олександр Сидоренко СРСР     | Білл Барретт США         | Джованні Франческі Італія    |
| Мадрид 1986    | Тамаш Дарньї Угорщина        | Алекс Бауманн Канада     | Вадим Ярощук СРСР            |
| Перт 1991      | Тамаш Дарньї Угорщина        | Ерік Намеснік США        | Хрістіан Ґеснер Німеччина    |
| Рим 1994       | Яні Сієвінен Фінляндія       | Ґреґ Берджесс США        | Аттіла Цене Угорщина         |
| Перт 1998      | Марсел Вауда Нідерланди      | Ксав'є Маршан Франція    | Рон Карно США                |
| Фукуока 2001   | Массіміліано Росоліно Італія | Том Вілкенс США          | Дастін Норріс Австралія      |
| Барселона 2003 | Майкл Фелпс США              | Ян Торп Австралія        | Массіміліано Росоліно Італія |
| Монреаль 2005  | Майкл Фелпс США              | Ласло Чех Угорщина       | Раян Лохте США               |
| Мельбурн 2007  | Майкл Фелпс США              | Раян Лохте США           | Ласло Чех Угорщина           |
| Рим 2009       | Раян Лохте США               | Ласло Чех Угорщина       | Ерік Шанто США               |
| Шанхай 2011    | Раян Лохте США               | Майкл Фелпс США          | Ласло Чех Угорщина           |
| Барселона 2013 | Раян Лохте США               | Хаґіно Косуке Японія     | Тьяго Перейра Бразилія       |
| Казань 2015    | Раян Лохте (4) США           | Тьяго Перейра Бразилія   | Ван Шунь КНР                 |
| Будапешт 2017  | Чейз Каліш США               | Хаґіно Косуке Японія     | Ван Шунь КНР                 |
| Кванджу 2019   | Сето Дайя Японія             | Жеремі Депланш Швейцарія | Чейз Каліш США               |
| Будапешт 2022  | Леон Маршан Франція          | Карсон Фостер США        | Сето Дайя Японія             |

- Медалі:

| Місце   | Країна          | Золото | Срібло | Бронза | Загалом |
| ------- | --------------- | ------ | ------ | ------ | ------- |
| 1       | США             | 8      | 10     | 4      | 22      |
| 2       | Угорщина        | 3      | 2      | 3      | 8       |
| 3       | Японія          | 1      | 2      | 1      | 4       |
| 4       | Канада          | 1      | 1      | 0      | 2       |
| 4       | Франція         | 1      | 1      | 0      | 2       |
| 6       | СРСР            | 1      | 0      | 3      | 4       |
| 7       | Італія          | 1      | 0      | 2      | 3       |
| 8       | Фінляндія       | 1      | 0      | 0      | 1       |
| 8       | Нідерланди      | 1      | 0      | 0      | 1       |
| 8       | Швеція          | 1      | 0      | 0      | 1       |
| 11      | Австралія       | 0      | 1      | 1      | 2       |
| 11      | Бразилія        | 0      | 1      | 1      | 2       |
| 13      | Швейцарія       | 0      | 1      | 0      | 1       |
| 14      | КНР             | 0      | 0      | 2      | 2       |
| 15      | Німеччина       | 0      | 0      | 1      | 1       |
| 15      | Велика Британія | 0      | 0      | 1      | 1       |
| Загалом | Загалом         | 19     | 19     | 19     | 57      |

### 400 метрів комплексом
| Рік            | Золото                   | Срібло                  | Бронза                       |
| -------------- | ------------------------ | ----------------------- | ---------------------------- |
| Белград 1973   | Андраш Харгітай Угорщина | Род Стрекен США         | Рік Колелла США              |
| Калі 1975      | Андраш Харгітай Угорщина | Андрій Смірнов СРСР     | Ганс-Йоахім Ґайслер ФРН      |
| Берлін 1978    | Джесс Вассалло США       | Сергій Фесенко СРСР     | Андраш Харгітай Угорщина     |
| Гуаякіль 1982  | Рікардо Прадо Бразилія   | Єнс-Петер Берндт НДР    | Сергій Фесенко СРСР          |
| Мадрид 1986    | Тамаш Дарньї Угорщина    | Вадим Ярощук СРСР       | Алекс Бауманн Канада         |
| Перт 1991      | Тамаш Дарньї Угорщина    | Ерік Намеснік США       | Стефано Баттістеллі Італія   |
| Рим 1994       | Том Долан США            | Яні Сієвінен Фінляндія  | Ерік Намеснік США            |
| Перт 1998      | Том Долан США            | Марсел Вауда Нідерланди | Кертіс Майден Канада         |
| Фукуока 2001   | Алессіо Боджатто Італія  | Ерік Вендт США          | Том Вілкенс США              |
| Барселона 2003 | Майкл Фелпс США          | Ласло Чех Угорщина      | Уссама Меллулі Туніс         |
| Монреаль 2005  | Ласло Чех Угорщина       | Лука Марін Італія       | Уссама Меллулі Туніс         |
| Мельбурн 2007  | Майкл Фелпс США          | Раян Лохте США          | Лука Марін Італія            |
| Рим 2009       | Раян Лохте США           | Тайлер Клері США        | Ласло Чех Угорщина           |
| Шанхай 2011    | Раян Лохте США           | Тайлер Клері США        | Хоріхата Юя Японія           |
| Барселона 2013 | Сето Дайя Японія         | Чейз Каліш США          | Тьяго Перейра Бразилія       |
| Казань 2015    | Сето Дайя Японія         | Давид Веррасто Угорщина | Чейз Каліш США               |
| Будапешт 2017  | Чейз Каліш США           | Давид Веррасто Угорщина | Сето Дайя Японія             |
| Кванджу 2019   | Сето Дайя (3) Японія     | Джей Літерланд США      | Льюїс Клербурт Нова Зеландія |
| Будапешт 2022  | Леон Маршан Франція      | Карсон Фостер США       | Чейз Каліш США               |

- Медалі:

| Місце   | Країна        | Золото | Срібло | Бронза | Загалом |
| ------- | ------------- | ------ | ------ | ------ | ------- |
| 1       | США           | 8      | 9      | 5      | 21      |
| 2       | Угорщина      | 5      | 3      | 2      | 10      |
| 3       | Японія        | 3      | 0      | 2      | 5       |
| 4       | Італія        | 1      | 1      | 2      | 4       |
| 5       | Бразилія      | 1      | 0      | 1      | 2       |
| 6       | Франція       | 1      | 0      | 0      | 1       |
| 7       | СРСР          | 0      | 3      | 1      | 4       |
| 8       | НДР           | 0      | 1      | 0      | 1       |
| 8       | Фінляндія     | 0      | 1      | 0      | 1       |
| 8       | Нідерланди    | 0      | 1      | 0      | 1       |
| 11      | Канада        | 0      | 0      | 2      | 2       |
| 11      | Туніс         | 0      | 0      | 2      | 2       |
| 13      | Нова Зеландія | 0      | 0      | 1      | 1       |
| 13      | ФРН           | 0      | 0      | 1      | 1       |
| Загалом | Загалом       | 19     | 19     | 19     | 57      |

### Естафета 4×100 метрів вільним стилем
| Рік            | Золото | Срібло | Бронза |
| -------------- | --- | --- | --- |
| Белград 1973   | США (USA) Мел Неш Джо Баттом Джим Монтґомері Джон Мерфі                                                         | СРСР (URS) Ігор Гривенников Віктор Абоїмов Володимир Кривцов Володимир Буре                                   | НДР (GDR) Роланд Маттес Роґер Піттель Петер Брух Гартмут Флекнер                                               |
| Калі 1975      | США (USA) Брюс Фернісс Джим Монтґомері Енді Коан Джон Мерфі                                                     | ФРН (FRG) Клаус Штайнбах Дірк Браунледер Керстен Маєр Петер Ноке                                              | Італія (ITA) Роберто Пангаро Паоло Бареллі Клаудіо Цей Марчелло Гуардуччі                                      |
| Берлін 1978    | США (USA) Джек Бабашофф Роуді Ґейнс Джим Монтґомері (3) Девід Маккеґґ                                           | ФРН (FRG) Андреас Шмідт Ulrich Temp Петер Кнуст Клаус Штайнбах                                                | Швеція (SWE) Пер Гольмерц Дан Ларссон Пер-Ула Квіст Пер-Альвар Маґнуссон                                       |
| Гуаякіль 1982  | США (USA) Кріс Кавано Робін Лімі Девід Маккеґґ Роуді Ґейнс Метт Ґріббл* Річард Сеґер* Том Джеґер* Білл Барретт* | СРСР (URS) Сергій Красюк Олексій Філонов Сергій Смірягін Олексій Марковський                                  | Швеція (SWE) Пер Юганссон Бенґт Барон Пер Гольмерц Пелле Вікстрем Пер-Альвар Маґнуссон* Міхаель Седерлунд*     |
| Мадрид 1986    | США (USA) Том Джеґер Майк Гіт Пол Воллес Метт Бйонді Asa Lawrence* Jim Born*                                    | СРСР (URS) Геннадій Пригода Микола Євсєєв Сергій Смірягін Олексій Марковський Веніамін Таянович*              | НДР (GDR) Дірк Ріхтер Єрґ Войте Свен Лодзієвскі Штеффен Цеснер Matthias Lutze*                                 |
| Перт 1991      | США (USA) Том Джеґер Брент Ланґ Даґ Джертсен Метт Бйонді Трой Делбі*                                            | Німеччина (GER) Петер Зітт Дірк Ріхтер Штеффен Цеснер Бенґт Цікарскі Хрістіан Треґер* Nils Rudolph*           | СРСР (URS) Геннадій Пригода Юрій Башкатов Веніамін Таянович Володимир Ткаченко Олексій Бориславський*          |
| Рим 1994       | США (USA) Джон Олсен Джош Девіс Уґур Танер Ґері Голл-молодший Chris Eckerman* Scott Jett*                       | Росія (RUS) Роман Щоголєв Володимир Предкін Володимир Пишненко Олександр Попов Юрій Мухін* Владислав Куликов* | Бразилія (BRA) Фернандо Шерер Теофіло Феррейра Андре Тейшейра Густаво Боржес                                   |
| Перт 1998      | США (USA) Скотт Такер Джон Олсен Ніл Вокер Ґері Голл-молодший Бред Шумейкер* Bryan Jones*                       | Австралія (AUS) Майкл Клім Річард Аптон Адам Пайн Кріс Фідлер Anthony Rogis* Nathan Rickard*                  | Росія (RUS) Олександр Попов Владислав Куликов Роман Єгоров Денис Піманков Maxim Korshunov*                     |
| Фукуока 2001   | Австралія (AUS) Майкл Клім Ешлі Келлус Тодд Пірсон Ян Торп David Jenkins* Адам Пайн*                            | Нідерланди (NED) Марк Венс Йоган Кенкгейс Клас-Ерік Зверінґ Пітер ван ден Гогенбанд Ewout Holst*              | Німеччина (GER) Штефан Гербст Торстен Спаннеберґ Ларс Конрад Свен Лодзієвскі                                   |
| Барселона 2003 | Росія (RUS) Андрій Капралов Усов Іван Олексійович Денис Піманков Олександр Попов Dmitri Talepov*                | США (USA) Скотт Такер Ніл Вокер Раян Вочомурка Джейсон Лезак Рендалл Бел* Нейт Дусінґ*                        | Франція (FRA) Ромен Барньє Жульєн Сіко Фаб'ян Жіло Фредерік Буске                                              |
| Монреаль 2005  | США (USA) Майкл Фелпс Ніл Вокер Нейт Дусінґ Джейсон Лезак Гаррет Вебер-Гейл* Бен Вайлдмен-Тобрінер*             | Канада (CAN) Яннік Люп'єн Рік Сей Майк Мінтенко Брент Гейден                                                  | Австралія (AUS) Майкл Клім Ендрю Мюїнґ Лейт Броді Патрік Мерфі                                                 |
| Мельбурн 2007  | США (USA) Майкл Фелпс Ніл Вокер (3) Каллен Джонс Джейсон Лезак Гаррет Вебер-Гейл* Бен Вайлдмен-Тобрінер*        | Італія (ITA) Массіміліано Росоліно Алессандро Кальві Крістіан Галенда Філіппо Маньїні Lorenzo Vismara*        | Франція (FRA) Фаб'ян Жіло Фредерік Буске Жульєн Сіко Ален Бернар Аморі Лево* Грегорі Малле*                    |
| Рим 2009       | США (USA) Майкл Фелпс (3) Раян Лохте Метт Греверс Натан Едрієн Гаррет Вебер-Гейл* Ріккі Беренс* Каллен Джонс*   | Росія (RUS) Євген Лагунов Андрій Гречин Данило Ізотов Олександр Сухоруков Nikita Konovalov*                   | Франція (FRA) Фаб'ян Жіло Ален Бернар Грегорі Малле Фредерік Буске Аморі Лево* Вільям Мейнар*                  |
| Шанхай 2011    | Австралія (AUS) Джеймс Магнуссен Метт Тарґетт Метью Абуд Імон Саллівен Kyle Richardson* Джеймс Робертс*         | Франція (FRA) Фаб'ян Жіло Ален Бернар Жеремі Страв'юс Вільям Мейнар                                           | США (USA) Майкл Фелпс Гаррет Вебер-Гейл Джейсон Лезак Натан Едрієн Раян Лохте* Douglas Robison* Девід Волтерс* |
| Барселона 2013 | Франція (FRA) Яннік Аньєль Флоран Маноду Фаб'ян Жіло Жеремі Страв'юс Аморі Лево* Грегорі Малле* Вільям Мейнар*  | США (USA) Натан Едрієн Раян Лохте Ентоні Ервін Джиммі Фейген Ріккі Беренс* Конор Дваєр*                       | Росія (RUS) Андрій Гречин Микита Лобінцев Володимир Морозов Данило Ізотов Євген Лагунов* Олександр Сухоруков*  |
| Казань 2015    | Франція (FRA) Мехді Метелла Флоран Маноду Фаб'ян Жіло Жеремі Страв'юс Лоріс Буреллі* Клеман Міньйон*            | Росія (RUS) Андрій Гречин Микита Лобінцев Володимир Морозов Олександр Сухоруков Данило Ізотов*                | Італія (ITA) Лука Дотто Марко Орсі Мікеле Сантуччі Філіппо Маньїні                                             |
| Будапешт 2017  | США (USA) Кайлеб Дрессел Тавнлі Гаас Блейк П'єроні Натан Едрієн Зак Еппл* Майкл Чедвік*                         | Бразилія (BRA) Габріель Сантос Марсело Черігіні Сезар Сьєло Фільйо Бруно Фратус                               | Угорщина (HUN) Домінік Козма Нандор Немет Пийтер Голода Річард Бохуш                                           |
| Кванджу 2019   | США (USA) Кайлеб Дрессел Блейк П'єроні Зак Еппл Натан Едрієн (3) Тавнлі Гаас* Майкл Чедвік*                     | Росія (RUS) Владислав Гриньов Володимир Морозов Климент Колесников Євген Рилов Андрій Мінаков*                | Австралія (AUS) Кемерон Макевой Клайд Льюїс Александер Грем Кайл Чалмерс                                       |
| Будапешт 2022  | США (USA) Кайлеб Дрессел (3) Раян Гелд Джастін Ресс Брукс Керрі Гантер Армстронґ*                               | Австралія (AUS) Вільям Янґ Метью Темпл Джек Картрайт Кайл Чалмерс                                             | Італія (ITA) Алессандро Мірессі Томас Чеккон Лоренцо Дзадзері Мануель Фріго                                    |

* Плавці, що взяли участь лише в попередніх запливах.
- Медалі:

| Місце   | Країна     | Золото | Срібло | Бронза | Загалом |
| ------- | ---------- | ------ | ------ | ------ | ------- |
| 1       | США        | 14     | 2      | 1      | 17      |
| 2       | Австралія  | 2      | 2      | 2      | 6       |
| 3       | Франція    | 2      | 1      | 3      | 6       |
| 4       | Росія      | 1      | 4      | 2      | 7       |
| 5       | СРСР       | 0      | 3      | 1      | 4       |
| 6       | ФРН        | 0      | 2      | 0      | 2       |
| 7       | Італія     | 0      | 1      | 3      | 4       |
| 8       | Бразилія   | 0      | 1      | 1      | 2       |
| 8       | Німеччина  | 0      | 1      | 1      | 2       |
| 10      | Канада     | 0      | 1      | 0      | 1       |
| 10      | Нідерланди | 0      | 1      | 0      | 1       |
| 12      | НДР        | 0      | 0      | 2      | 2       |
| 12      | Швеція     | 0      | 0      | 2      | 2       |
| 14      | Угорщина   | 0      | 0      | 1      | 1       |
| Загалом | Загалом    | 19     | 19     | 19     | 57      |

### Естафета 4×200 метрів вільним стилем
| Рік            | Золото | Срібло | Бронза |
| -------------- | --- | --- | --- |
| Белград 1973   | США (USA) Курт Крампголз Робін Бекгаус Рік Клатт Джим Монтґомері                                             | Австралія (AUS) Джон Куласалу Стів Беджер Бред Купер Майкл Венден                                                                          | ФРН (FRG) Клаус Штайнбах Вернер Лампе Петер Ноке Фолкерт Меув                                                               |
| Калі 1975      | ФРН (FRG) Клаус Штайнбах Вернер Лампе Ганс-Йоахім Ґайслер Петер Ноке                                         | Велика Британія (GBR) Алан Макклетчі Ґері Джеймсон Гордон Дауні Браян Брінклі                                                              | СРСР (URS) Олександр Самсонов Анатолій Рибаков Віктор Абоїмов Андрій Крилов                                                 |
| Берлін 1978    | США (USA) Брюс Фернісс Білл Форрестер Боббі Гаккетт Роуді Ґейнс                                              | СРСР (URS) Сергій Русін Андрій Крилов Володимир Сальников Сергій Копляков                                                                  | ФРН (FRG) Андреас Шмідт Петер Кнуст Карскен Ліппманн Франк Веннманн                                                         |
| Гуаякіль 1982  | США (USA) Річард Сеґер Джефф Флоут Кайл Міллер Роуді Ґейнс Sam Worden* Doug Towme*                           | СРСР (URS) Володимир Шеметов Івар Стуколкін Володимир Сальников Олексій Філонов Андрій Крилов* Святослав Семенов* Сергій Красюк*           | ФРН (FRG) Андреас Шмідт Дірк Кортальс Райнер Генкель Міхаель Ґрос Петер Кнуст*                                              |
| Мадрид 1986    | НДР (GDR) Ларс Гіннебурґ Томас Флеммінґ Дірк Ріхтер Свен Лодзієвскі Stefan Zessner*                          | ФРН (FRG) Райнер Генкель Міхаель Ґрос Александер Шовтка Томас Фарнер Штефан Пфайффер* Дірк Кортальс*                                       | США (USA) Ерік Боєр Майк Гіт Ден Йорґенсен Метт Бйонді Майк О'Браєн*                                                        |
| Перт 1991      | Німеччина (GER) Петер Зітт Штеффен Цеснер Штефан Пфайффер Міхаель Ґрос Хрістіан Треґер* Jochen Bruha*        | США (USA) Трой Делбі Мелвін Стюарт Ден Йорґенсен Даґ Джертсен Paul Robinson*                                                               | Італія (ITA) Емануеле Ідіні Роберто Глерія Стефано Баттістеллі Джорджо Ламберті Bruno Zorzan*                               |
| Рим 1994       | Швеція (SWE) Крістер Валлін Томмі Вернер Ларс Фреландер Андерс Гольмертц Christoffer Eliasson*               | Росія (RUS) Юрій Мухін Володимир Пишненко Денис Панкратов Роман Щоголєв Степанов Олексій Степанович*                                       | Німеччина (GER) Андреас Сіґат Хрістіан Келлер Олівер Лампе Штеффен Цеснер Торстен Спаннеберґ* Хрістіан Треґер* Dirk Bludau* |
| Перт 1998      | Австралія (AUS) Майкл Клім Ян Торп Ґрант Гаккетт Денієл Ковалскі Anthony Rogis*                              | Нідерланди (NED) Пітер ван ден Гогенбанд Мартейн Зюйдвеґ Марк ван дер Зейден Марсел Вауда Йоган Кенкгейс* Bas-Ido Wennekes*                | Велика Британія (GBR) Пол Палмер Ендрю Клейтон Ґевін Медоус Джеймс Солтер Mark Steven*                                      |
| Фукуока 2001   | Австралія (AUS) Ґрант Гаккетт Вільям Кірбі Майкл Клім Ян Торп Тодд Пірсон* Ентоні Матковіч* Ray Hass*        | Італія (ITA) Еміліано Брембілья Маттео Пеллічіарі Андреа Беккарі Массіміліано Росоліно Andrea Righi* Федеріко Каппеллаццо* Сімоне Черкато* | США (USA) Скотт Ґолдблатт Нейт Дусінґ Чад Карвін Кліт Келлер Jay Schryver* Джеймі Роч*                                      |
| Барселона 2003 | Австралія (AUS) Ґрант Гаккетт Крейґ Стівенс Ніколас Спенджер Ян Торп Jason Cram* Ентоні Матковіч*            | США (USA) Майкл Фелпс Нейт Дусінґ Аарон Пірсол Кліт Келлер Kevin Clements* Чад Карвін* Скотт Ґолдблатт*                                    | Німеччина (GER) Йоганнес Остерлінґ Ларс Конрад Штефан Гербст Хрістіан Келлер Хельге Меув*                                   |
| Монреаль 2005  | США (USA) Майкл Фелпс Раян Лохте Пітер Вандеркаай Кліт Келлер Jayme Cramer* Matthew McGinnis*                | Канада (CAN) Брент Гейден Колін Рассел Рік Сей Ендрю Херд                                                                                  | Австралія (AUS) Ніколас Спенджер Патрік Мерфі Ендрю Мюїнґ Ґрант Гаккетт Brendon Hughes* Adam Lucas*                         |
| Мельбурн 2007  | США (USA) Майкл Фелпс Раян Лохте Кліт Келлер Пітер Вандеркаай Jayme Cramer* Девід Волтерс*                   | Австралія (AUS) Патрік Мерфі Ендрю Мюїнґ Ґрант Брітс Кенрік Монк Нік Ффрост*                                                               | Канада (CAN) Браян Джонс Брент Гейден Рік Сей Ендрю Херд                                                                    |
| Рим 2009       | США (USA) Майкл Фелпс Ріккі Беренс Девід Волтерс Раян Лохте Daniel Madwed* Девіс Тарвотер* Пітер Вандеркаай* | Росія (RUS) Микита Лобінцев Михайло Поліщук Данило Ізотов Олександр Сухоруков Євген Лагунов* Sergey Perunin*                               | Австралія (AUS) Кенрік Монк Роберт Герлі Томмасо Д'Орсонья Патрік Мерфі Нік Ффрост* Керк Палмер*                            |
| Шанхай 2011    | США (USA) Майкл Фелпс Пітер Вандеркаай Ріккі Беренс Раян Лохте Девід Волтерс* Конор Дваєр*                   | Франція (FRA) Яннік Аньєль Грегорі Малле Жеремі Страв'юс Фаб'ян Жіло Себастьєн Руо*                                                        | КНР (CHN) Ван Шунь Чжан Лінь Лі Юньці Сунь Ян Jiang Yuhui*                                                                  |
| Барселона 2013 | США (USA) Конор Дваєр Раян Лохте (5) Чарлі Гоучін Ріккі Беренс Метт Маклін* Майкл Клуе*                      | Росія (RUS) Данило Ізотов Микита Лобінцев Артем Лобузов Олександр Сухоруков                                                                | КНР (CHN) Ван Шунь Хао Юнь Лі Юньці Сунь Ян Лю Чжіву*                                                                       |
| Казань 2015    | Велика Британія (GBR) Деніел Воллас Роберт Ренвік Келум Джарвіс Джеймс Ґай Ніколас Грейнджер* Данкан Скотт*  | США (USA) Раян Лохте Конор Дваєр Рід Мелоун Майкл Вайсс Майкл Клуе*                                                                        | Австралія (AUS) Кемерон Макевой Девід Маккеон Деніел Сміт Томас Фрейзер-Голмс Ґрант Гаккетт* Kurt Herzog*                   |
| Будапешт 2017  | Велика Британія (GBR) Стівен Мілн Ніколас Грейнджер Данкан Скотт Джеймс Ґай Келум Джарвіс*                   | Росія (RUS) Михайло Довгалюк Михайло Вековищев Данило Ізотов Олександр Красних Микита Лобінцев*                                            | США (USA) Блейк П'єроні Тавнлі Гаас Джек Конгер Зейн Грот Конор Дваєр* Кларк Сміт* Джей Літерланд*                          |
| Кванджу 2019   | Австралія (AUS) Клайд Льюїс Кайл Чалмерс Александер Грем Мак Гортон Джек Маклафлін* Томас Фрейзер-Голмс*     | Росія (RUS) Михайло Довгалюк Михайло Вековищев Олександр Красних Мартин Малютін Іван Гірьов*                                               | США (USA) Ендрю Селіскар Блейк П'єроні Зак Еппл Тавнлі Гаас Джек Конгер* Джек Левант*                                       |
| Будапешт 2022  | США (USA) Дрю Кіблер Карсон Фостер Трентон Джуліан Кіаран Сміт Трей Фрімен* Кобі Карроцца*                   | Австралія (AUS) Елайджа Віннінґтон Зак Інсерті Семюел Шорт Мак Гортон Брендон Сміт*                                                        | Велика Британія (GBR) Джеймс Ґай Джекоб Віттл Джо Літчфілд Том Дін Метью Річардс*                                           |

* Плавці, що взяли участь лише в попередніх запливах.
- Медалі:

| Місце   | Країна          | Золото | Срібло | Бронза | Загалом |
| ------- | --------------- | ------ | ------ | ------ | ------- |
| 1       | США             | 9      | 3      | 4      | 16      |
| 2       | Австралія       | 4      | 3      | 3      | 10      |
| 3       | Велика Британія | 2      | 1      | 2      | 5       |
| 4       | ФРН             | 1      | 1      | 3      | 5       |
| 5       | Німеччина       | 1      | 0      | 2      | 3       |
| 6       | НДР             | 1      | 0      | 0      | 1       |
| 6       | Швеція          | 1      | 0      | 0      | 1       |
| 8       | Росія           | 0      | 5      | 0      | 5       |
| 9       | СРСР            | 0      | 2      | 1      | 3       |
| 10      | Канада          | 0      | 1      | 1      | 2       |
| 10      | Італія          | 0      | 1      | 1      | 2       |
| 12      | Франція         | 0      | 1      | 0      | 1       |
| 12      | Нідерланди      | 0      | 1      | 0      | 1       |
| 14      | КНР             | 0      | 0      | 2      | 2       |
| Загалом | Загалом         | 19     | 19     | 19     | 57      |

### Естафета 4×100 метрів комплексом
| Рік            | Золото | Срібло | Бронза |
| -------------- | --- | --- | --- |
| Белград 1973   | США (USA) Майк Стамм Джон Генкен Джо Баттом Джим Монтґомері                                                               | НДР (GDR) Роланд Маттес Юрґен Ґлас Гартмут Флекнер Роґер Піттель                                                                                    | Канада (CAN) Іан Маккензі Peter Hrditschka Брюс Робертсон Браян Філліпс                                                                         |
| Калі 1975      | США (USA) Джон Мерфі Рік Колелла Ґреґорі Джаґенберґ Енді Коан                                                             | ФРН (FRG) Клаус Штайнбах Вальтер Куш Міхаель Краус Петер Ноке                                                                                       | Велика Британія (GBR) Джеймс Картер Девід Вілкі Браян Брінклі Гордон Дауні                                                                      |
| Берлін 1978    | США (USA) Боб Джексон Нік Невід Джо Баттом Девід Маккеґґ                                                                  | ФРН (FRG) Клаус Штайнбах Вальтер Куш Міхаель Краус Андреас Шмідт                                                                                    | Велика Британія (GBR) Ґері Абрагам Данкан Ґудх'ю John Mills Мартін Сміт                                                                         |
| Гуаякіль 1982  | США (USA) Рік Кері Стів Лундквіст Метт Ґріббл Роуді Ґейнс Clay Britt* Джон Моффет* Chris Rives* Кріс Кавано*              | СРСР (URS) Володимир Шеметов Юрій Кіс Олексій Марковський Сергій Смірягін Віктор Кузнецов* Сергій Красюк*                                           | ФРН (FRG) Штефан Петер Ґеральд Меркен Міхаель Ґрос Андреас Шмідт                                                                                |
| Мадрид 1986    | США (USA) Ден Вітч Девід Лундберґ Пабло Моралес Метт Бйонді Mark Rhodenbaugh* Steven Bentley* Креґ Оппел* Том Джеґер*     | ФРН (FRG) Франк Гоффмайтер Берт Ґебель Міхаель Ґрос Andre Schadt Rene Schaffgans* Александер Шовтка*                                                | СРСР (URS) Ігор Полянський Дмитро Волков Олексій Марковський Микола Євсєєв Сергій Заболотнов* Eduard Klimentyev* Sergey Garro* Сергій Смірягін* |
| Перт 1991      | США (USA) Джефф Раус Ерік Вандерліх Марк Гендерсон Метт Бйонді Scot Johnson* Майк Берровмен* Bart Pippenger* Брент Ланґ*  | СРСР (URS) Володимир Шеметов Дмитро Волков Владислав Куликов Веніамін Таянович Володимир Сельков* Vadim Alexeev* Vyacheslav Novikov* Юрій Башкатов* | Німеччина (GER) Франк Гоффмайтер Хрістіан Посвят Міхаель Ґрос Дірк Ріхтер Thilo Haase* Бенґт Цікарскі*                                          |
| Рим 1994       | США (USA) Джефф Раус Ерік Вандерліх Марк Гендерсон Ґері Голл-молодший Brian Retterer* Seth Van Neerden* Джон Олсен*       | Росія (RUS) Володимир Сельков Vasily Ivanov Денис Панкратов Олександр Попов Andrey Ivanov* Владислав Куликов* Володимир Предкін*                    | Угорщина (HUN) Тамаш Дойч Норберт Рожа Петер Хорват Аттіла Цене Аттіла Зубор*                                                                   |
| Перт 1998      | Австралія (AUS) Метт Велш Філ Роджерс Майкл Клім Кріс Фідлер Джефф Г'юджилл*                                              | США (USA) Крайзельбург Ленні Курт Ґроут Ніл Вокер Ґері Голл-молодший Джеремі Лінн* Джон Гарґіс* Скотт Такер*                                        | Угорщина (HUN) Аттіла Цене Норберт Рожа Петер Хорват Аттіла Зубор                                                                               |
| Фукуока 2001   | Австралія (AUS) Метт Велш Реґан Гаррісон Джефф Г'юджилл Ян Торп Джош Вотсон* Філ Роджерс* Адам Пайн* Ешлі Келлус*         | Німеччина (GER) Штеффен Дрізен Єнс Круппа Томас Руппрат Торстен Спаннеберґ                                                                          | Росія (RUS) Владислав Амінов Дмитро Коморников Владислав Куликов Дмитро Чернишов Ігор Марченко* Leonid Khokhlov*                                |
| Барселона 2003 | США (USA) Аарон Пірсол Брендан Гансен Іян Крокер Джейсон Лезак Рендалл Бел* Ед Мозес* Майкл Фелпс* Ніл Вокер*             | Росія (RUS) Аркадій В'ятчанін Роман Івановський Ігор Марченко Олександр Попов Yevgeny Aleshin* Дмитро Коморников* Євген Коротишкін* Денис Піманков* | Японія (JPN) Томомі Моріта Косуке Кітаджіма Такасі Ямамото Хосокава Дайсуке                                                                     |
| Монреаль 2005  | США (USA) Аарон Пірсол Брендан Гансен Іян Крокер Джейсон Лезак Рендалл Бел* Марк Генглофф* Майкл Фелпс* Ніл Вокер*        | Росія (RUS) Аркадій В'ятчанін Дмитро Коморников Ігор Марченко Андрій Капралов Григорій Фалько* Євген Коротишкін* Євген Лагунов*                     | Японія (JPN) Томомі Моріта Косуке Кітаджіма Такаясу Рьо Хосокава Дайсуке Хісайосі Сато*                                                         |
| Мельбурн 2007  | Австралія (AUS) Метт Велш Брентон Рікард Ендрю Лотерстейн Імон Саллівен Гейден Стоккел* Майкл Клім* Кенрік Монк*          | Японія (JPN) Томомі Моріта Косуке Кітаджіма Такасі Ямамото Хосокава Дайсуке Masafumi Yamaguchi*                                                     | Росія (RUS) Аркадій В'ятчанін Дмитро Коморников Микола Скворцов Євген Лагунов Роман Слуднов* Андрій Капралов*                                   |
| Рим 2009       | США (USA) Аарон Пірсол Ерік Шанто Майкл Фелпс Девід Волтерс Метт Греверс* Марк Генглофф* Тайлер Макгілл* Натан Едрієн*    | Німеччина (GER) Хельге Меув Гендрік Фельдвер Бенджамін Штарке Пауль Бідерманн                                                                       | Австралія (AUS) Еш Ділені Брентон Рікард Ендрю Лотерстейн Метт Тарґетт Крістіан Спренджер*                                                      |
| Шанхай 2011    | США (USA) Нік Томан Марк Генглофф Майкл Фелпс Натан Едрієн Девід Пламмер* Ерік Шанто* Тайлер Макгілл* Гаррет Вебер-Гейл*  | Австралія (AUS) Гейден Стоккел Брентон Рікард Джефф Г'юджилл Джеймс Магнуссен Бен Трефферс* Крістіан Спренджер* Sam Ashby* Джеймс Робертс*          | Німеччина (GER) Хельге Меув Гендрік Фельдвер Бенджамін Штарке Пауль Бідерманн Маркус Дайблер*                                                   |
| Барселона 2013 | Франція (FRA) Каміль Лакур Джакомо Перез-Дортона Жеремі Страв'юс Фаб'ян Жіло                                              | Австралія (AUS) Еш Ділені Крістіан Спренджер Томмасо Д'Орсонья Джеймс Магнуссен Kenneth To* Кемерон Макевой*                                        | Японія (JPN) Рьосуке Іріє Косуке Кітаджіма Такуро Фудзі Сьоура Сінрі                                                                            |
| Казань 2015    | США (USA) Раян Мерфі Кевін Кордес Том Шілдс Натан Едрієн Метт Греверс* Коді Міллер* Тім Філліпс* Раян Лохте*              | Австралія (AUS) Мітч Ларкін Джейк Паккард Джейден Гадлер Кемерон Макевой Девід Морган* Кайл Чалмерс*                                                | Франція (FRA) Каміль Лакур Джакомо Перез-Дортона Мехді Метелла Фаб'ян Жіло                                                                      |
| Будапешт 2017  | США (USA) Метт Греверс Кевін Кордес Кайлеб Дрессел Натан Едрієн (3+1*) Раян Мерфі* Коді Міллер* Тім Філліпс* Тавнлі Гаас* | Велика Британія (GBR) Кріс Вокер-Гебборн Адам Піті Джеймс Ґай Данкан Скотт Росс Мердок*                                                             | Росія (RUS) Євген Рилов Кирило Пригода Олександр Попков Володимир Морозов Григорій Тарасевич* Антон Чупков* Данило Пахомов* Данило Ізотов*      |
| Кванджу 2019   | Велика Британія (GBR) Люк Грінбенк Адам Піті Джеймс Ґай Данкан Скотт Джеймс Вілбі*                                        | США (USA) Раян Мерфі Ендрю Вілсон Кайлеб Дрессел Натан Едрієн Метт Греверс* Майкл Ендрю* Джек Конгер* Зак Еппл*                                     | Росія (RUS) Євген Рилов Кирило Пригода Андрій Мінаков Володимир Морозов Климент Колесников* Антон Чупков* Михайло Вековищев* Владислав Гриньов* |
| Будапешт 2022  | Італія (ITA) Томас Чеккон Ніколо Мартіненьї Федеріко Бурдіссо Алессандро Мірессі П'єро Кодіа* Лоренцо Дзадзері*           | США (USA) Раян Мерфі Нік Фінк Майкл Ендрю Раян Гелд Гантер Армстронґ* Трентон Джуліан* Брукс Керрі*                                                 | Велика Британія (GBR) Люк Грінбенк Джеймс Вілбі Джеймс Ґай Том Дін Джейкоб Пітерс* Льюїс Баррас*                                                |

* Плавці, що взяли участь лише в попередніх запливах.
- Медалі:

| Місце   | Країна          | Золото | Срібло | Бронза | Загалом |
| ------- | --------------- | ------ | ------ | ------ | ------- |
| 1       | США             | 13     | 3      | 0      | 16      |
| 2       | Австралія       | 3      | 3      | 1      | 7       |
| 3       | Велика Британія | 1      | 1      | 3      | 5       |
| 4       | Франція         | 1      | 0      | 1      | 2       |
| 5       | Італія          | 1      | 0      | 0      | 1       |
| 6       | Росія           | 0      | 3      | 4      | 7       |
| 7       | ФРН             | 0      | 3      | 1      | 4       |
| 8       | Німеччина       | 0      | 2      | 2      | 4       |
| 9       | СРСР            | 0      | 2      | 1      | 3       |
| 10      | Японія          | 0      | 1      | 3      | 4       |
| 11      | НДР             | 0      | 1      | 0      | 1       |
| 12      | Угорщина        | 0      | 0      | 2      | 2       |
| 13      | Канада          | 0      | 0      | 1      | 1       |
| Загалом | Загалом         | 19     | 19     | 19     | 57      |

### змішана естафета 4x100 метрів вільним стилем
| Рік           | Золото | Срібло | Бронза |
| ------------- | --- | --- | --- |
| Казань 2015   | США (USA) Раян Лохте Натан Едрієн Сімоне Мануель Міссі Франклін Конор Дваєр* Марго Гір* Еббі Вейтцейл*                              | Нідерланди (NED) Себастіан Версхюрен Йоост Рейнс Раномі Кромовідьойо Фемке Гемскерк Кайл Стольк* Марріт Стінберген*                       | Канада (CAN) Санто Кондореллі Юрі Кісіл Шанталь ван Ландегем Сандрін Менвіль Karl Krug* Вікторія Пун*     |
| Будапешт 2017 | США (USA) Кайлеб Дрессел Натан Едрієн Меллорі Комерфорд Сімоне Мануель Блейк П'єроні* Тавнлі Гаас* Лія Ніл* Келсі Воррелл*          | Нідерланди (NED) Бен Схвітерс Кайл Стольк Фемке Гемскерк Раномі Кромовідьойо Мод ван дер Мер*                                             | Канада (CAN) Юрі Кісіл Хав'єр Асеведо Шанталь ван Ландегем Пенні Олексяк Маркус Тормеєр* Сандрін Менвіль* |
| Кванджу 2019  | США (USA) Кайлеб Дрессел Зак Еппл Меллорі Комерфорд Сімоне Мануель (3) Блейк П'єроні* Натан Едрієн* Кейті Маклафлін* Еббі Вейтцейл* | Австралія (AUS) Кайл Чалмерс Клайд Льюїс Емма Маккеон Бронте Кемпбелл Кемерон Макевой* Александер Грем* Бріанна Тросселл* Медісон Вілсон* | Франція (FRA) Клеман Міньйон Мехді Метелла Шарлотт Бонне Марі Ваттель Максім Груссе* Беріль Гастальделло* |
| Будапешт 2022 | Австралія (AUS) Джек Картрайт Кайл Чалмерс Медісон Вілсон Моллі О'Каллаган Зак Інсерті* Вільям Янґ* Меґ Гарріс* Ліа Ніл*            | Канада (CAN) Джошуа Льєндо Хав'єр Асеведо Кайла Санчес Пенні Олексяк Руслан Ґазієв* Тейлор Рак* Меґґі Мак-Ніл*                            | США (USA) Раян Гелд Брукс Керрі Торрі Гаск Клер Курзан Дрю Кіблер* Еріка Браун* Кейт Дуглас*              |

* Плавці, що взяли участь лише в попередніх запливах.
- Медалі:

| Місце   | Країна     | Золото | Срібло | Бронза | Загалом |
| ------- | ---------- | ------ | ------ | ------ | ------- |
| 1       | США        | 3      | 0      | 1      | 4       |
| 2       | Австралія  | 1      | 1      | 0      | 2       |
| 3       | Нідерланди | 0      | 2      | 0      | 2       |
| 4       | Канада     | 0      | 1      | 2      | 3       |
| 5       | Франція    | 0      | 0      | 1      | 1       |
| Загалом | Загалом    | 4      | 4      | 4      | 12      |

### Змішана естафета 4×100 метрів комплексом
| Рік           | Золото | Срібло | Бронза |
| ------------- | --- | --- | --- |
| Казань 2015   | Велика Британія (GBR) Кріс Вокер-Гебборн Адам Піті Шівон-Марі О'Коннор Франческа Голсолл Росс Мердок* Rachael Kelly*        | США (USA) Раян Мерфі Кевін Кордес Кейті Маклафлін Марго Гір Кенділ Стюарт* Лія Ніл*                                             | Німеччина (GER) Ян-Філіп Гланія Гендрік Фельдвер Александра Венк Анніка Брун                                    |
| Будапешт 2017 | США (USA) Метт Греверс Ліллі Кінг Кайлеб Дрессел Сімоне Мануель Раян Мерфі* Кевін Кордес* Келсі Воррелл* Меллорі Комерфорд* | Австралія (AUS) Мітч Ларкін Деніел Кейв Емма Маккеон Бронте Кемпбелл Кейлі Маккіон* Метью Вілсон* Грант Ірвайн* Шейна Джек*     | Канада (CAN) Кайлі Масс Річард Фанк Пенні Олексяк Юрі Кісіл Хав'єр Асеведо* Ребекка Сміт* Шанталь ван Ландегем* |
| Будапешт 2017 | США (USA) Метт Греверс Ліллі Кінг Кайлеб Дрессел Сімоне Мануель Раян Мерфі* Кевін Кордес* Келсі Воррелл* Меллорі Комерфорд* | Австралія (AUS) Мітч Ларкін Деніел Кейв Емма Маккеон Бронте Кемпбелл Кейлі Маккіон* Метью Вілсон* Грант Ірвайн* Шейна Джек*     | КНР (CHN) Сюй Цзяюй Ян Цзібей Чжан Юйфей Чжу Менхуей Лі Гуан'юань* Ши Цзінлінь* Li Zhuhao*                      |
| Кванджу 2019  | Австралія (AUS) Мітч Ларкін Метью Вілсон Емма Маккеон Кейт Кемпбелл Мінна Атертон* Метью Темпл* Бронте Кемпбелл*            | США (USA) Раян Мерфі Ліллі Кінг Кайлеб Дрессел Сімоне Мануель Метт Греверс* Ендрю Вілсон* Келсі Воррелл* Меллорі Комерфорд*     | Велика Британія (GBR) Джорджія Девіс Адам Піті Джеймс Ґай Фрея Андерсон Джеймс Вілбі*                           |
| Будапешт 2022 | США (USA) Гантер Армстронґ Нік Фінк Торрі Гаск Клер Курзан Раян Мерфі* Ліллі Кінг* (1+1*) Майкл Ендрю* Еріка Браун*         | Австралія (AUS) Кейлі Маккіон Зак Стабблеті-Кук Метью Темпл Шейна Джек Айзек Купер* Метью Вілсон* Бріанна Тросселл* Меґ Гарріс* | Нідерланди (NED) Кіра Туссен Арно Каммінга Нілс Корстаньє Марріт Стінберген                                     |

* Плавці, що взяли участь лише в попередніх запливах.
- Медалі:

| Місце   | Країна          | Золото | Срібло | Бронза | Загалом |
| ------- | --------------- | ------ | ------ | ------ | ------- |
| 1       | США             | 2      | 2      | 0      | 4       |
| 2       | Австралія       | 1      | 2      | 0      | 3       |
| 3       | Велика Британія | 1      | 0      | 1      | 2       |
| 4       | Канада          | 0      | 0      | 1      | 1       |
| 4       | КНР             | 0      | 0      | 1      | 1       |
| 4       | Німеччина       | 0      | 0      | 1      | 1       |
| 4       | Нідерланди      | 0      | 0      | 1      | 1       |
| Загалом | Загалом         | 4      | 4      | 5      | 13      |

## Підсумкова таблиця за 1973–2022 роки
Оновлено після завершення Чемпіонату світу з водних видів спорту 2022.

### Чоловіки
| Місце               | Країна              | Золото | Срібло | Бронза | Загалом |
| ------------------- | ------------------- | ------ | ------ | ------ | ------- |
| 1                   | США                 | 129    | 94     | 57     | 280     |
| 2                   | Австралія           | 38     | 33     | 24     | 95      |
| 3                   | Угорщина            | 20     | 13     | 19     | 52      |
| 4                   | Велика Британія     | 18     | 9      | 27     | 54      |
| 5                   | КНР                 | 15     | 4      | 10     | 29      |
| 6                   | Росія               | 13     | 22     | 21     | 56      |
| 7                   | Франція             | 13     | 15     | 15     | 43      |
| 8                   | Італія              | 13     | 14     | 19     | 46      |
| 9                   | ПАР                 | 11     | 5      | 14     | 30      |
| 10                  | Німеччина           | 9      | 14     | 16     | 39      |
| 11                  | Японія              | 8      | 20     | 18     | 46      |
| 12                  | Бразилія            | 8      | 10     | 10     | 28      |
| 13                  | ФРН                 | 8      | 7      | 9      | 24      |
| 14                  | СРСР                | 7      | 17     | 15     | 39      |
| 15                  | НДР                 | 6      | 8      | 10     | 24      |
| 16                  | Канада              | 5      | 14     | 11     | 30      |
| 17                  | Польща              | 4      | 6      | 7      | 17      |
| 18                  | Швеція              | 3      | 6      | 9      | 18      |
| 19                  | Україна             | 3      | 4      | 6      | 13      |
| 20                  | Фінляндія           | 2      | 2      | 1      | 5       |
| 21                  | Іспанія             | 2      | 1      | 4      | 7       |
| 22                  | Південна Корея      | 2      | 1      | 1      | 4       |
| 23                  | Румунія             | 2      | 0      | 1      | 3       |
| 24                  | Нідерланди          | 1      | 10     | 2      | 13      |
| 25                  | Туніс               | 1      | 2      | 3      | 6       |
| 26                  | Греція              | 1      | 1      | 0      | 2       |
| 26                  | Норвегія            | 1      | 1      | 0      | 2       |
| 26                  | Сербія              | 1      | 1      | 0      | 2       |
| 29                  | Бельгія             | 1      | 0      | 1      | 2       |
| 30                  | Суринам             | 1      | 0      | 0      | 1       |
| 31                  | Нова Зеландія       | 0      | 3      | 3      | 6       |
| 32                  | Австрія             | 0      | 3      | 1      | 4       |
| 33                  | Хорватія            | 0      | 2      | 0      | 2       |
| 33                  | Швейцарія           | 0      | 2      | 0      | 2       |
| 35                  | Югославія           | 0      | 1      | 1      | 2       |
| 35                  | Ісландія            | 0      | 1      | 1      | 2       |
| 37                  | Данія               | 0      | 0      | 2      | 2       |
| 37                  | Литва               | 0      | 0      | 2      | 2       |
| 37                  | Сінгапур            | 0      | 0      | 2      | 2       |
| 40                  | Аргентина           | 0      | 0      | 1      | 1       |
| 40                  | Венесуела           | 0      | 0      | 1      | 1       |
| 40                  | Пуерто-Рико         | 0      | 0      | 1      | 1       |
| 40                  | Тринідад і Тобаго   | 0      | 0      | 1      | 1       |
| Загалом (43 збірні) | Загалом (43 збірні) | 346    | 346    | 346    | 1038    |

### Змішані дисципліни
| Місце               | Країна              | Золото | Срібло | Бронза | Загалом |
| ------------------- | ------------------- | ------ | ------ | ------ | ------- |
| 1                   | США                 | 5      | 2      | 1      | 8       |
| 2                   | Австралія           | 2      | 3      | 0      | 5       |
| 3                   | Велика Британія     | 1      | 0      | 1      | 2       |
| 4                   | Нідерланди          | 0      | 2      | 1      | 3       |
| 5                   | Канада              | 0      | 1      | 3      | 4       |
| 6                   | КНР                 | 0      | 0      | 1      | 1       |
| 6                   | Німеччина           | 0      | 0      | 1      | 1       |
| 6                   | Франція             | 0      | 0      | 1      | 1       |
| Загалом (8 збірних) | Загалом (8 збірних) | 8      | 8      | 9      | 25      |

## Багаторазові медалісти
Жирним позначено плавців, що ще виступали станом на 2022 рік, а також лідерів за кількістю медалей певного типу, зокрема і серед тих, що не увійшли до цієї таблиці.

### Всі дисципліни
| Місце | Плавець        | Країна          | Від  | До   | Золото   | Срібло | Бронза | Загалом  |
| ----- | -------------- | --------------- | ---- | ---- | -------- | ------ | ------ | -------- |
| 1     | Майкл Фелпс    | США             | 2001 | 2011 | ** 26 ** | 6      | 1      | ** 33 ** |
| 2     | Раян Лохте     | США             | 2005 | 2015 | * 18 *   | 5      | * 4 *  | ** 27 ** |
| 3     | Кайлеб Дрессел | США             | 2017 | 2022 | 15       | 2      | –      | 17       |
| 4     | Сунь Ян        | КНР             | 2009 | 2019 | 11       | 2      | 3      | 16       |
| 5     | Ян Торп        | Австралія       | 1998 | 2003 | 11       | 1      | 1      | 13       |
| 6     | Ґрант Гаккетт  | Австралія       | 1998 | 2015 | 10       | 6      | * 3 *  | * 19 *   |
| 7     | Натан Едрієн   | США             | 2009 | 2019 | ** 10 ** | 4      | 2      | ** 16 ** |
| 8     | Аарон Пірсол   | США             | 2001 | 2009 | 10       | 2      | –      | 12       |
| 9     | Адам Піті      | Велика Британія | 2015 | 2019 | 8        | 1      | 1      | 10       |
| 10    | Майкл Клім     | Австралія       | 1998 | 2007 | * 7 *    | 2      | 2      | * 11 *   |

* враховуючи одну медаль у тій естафеті, де він взяв участь лише в попередніх запливах 

** враховуючи дві медалі у тих естафетах, де він взяв участь лише в попередніх запливах

### Особисті дисципліни
| Місце | Плавець            | Країна          | Від  | До   | Золото | Срібло | Бронза | Загалом |
| ----- | ------------------ | --------------- | ---- | ---- | ------ | ------ | ------ | ------- |
| 1     | Майкл Фелпс        | США             | 2001 | 2011 | 15     | 5      | –      | 20      |
| 2     | Сунь Ян            | КНР             | 2009 | 2019 | 11     | 2      | 1      | 14      |
| 3     | Раян Лохте         | США             | 2005 | 2015 | 10     | 3      | 3      | 16      |
| 4     | Кайлеб Дрессел     | США             | 2017 | 2022 | 8      | –      | –      | 8       |
| 5     | Ґрант Гаккетт      | Австралія       | 1998 | 2007 | 7      | 6      | 1      | 14      |
| 6     | Аарон Пірсол       | США             | 2001 | 2009 | 7      | 1      | –      | 8       |
| 7     | Ян Торп            | Австралія       | 1998 | 2003 | 6      | 1      | 1      | 8       |
| 8     | Сезар Сьєло Фільйо | Бразилія        | 2009 | 2013 | 6      | –      | –      | 6       |
| 8     | Адам Піті          | Велика Британія | 2015 | 2019 | 6      | –      | –      | 6       |
| 10    | Олександр Попов    | Росія           | 1994 | 2003 | 5      | 1      | –      | 6       |